# St. Martin (Vöhrenbach)

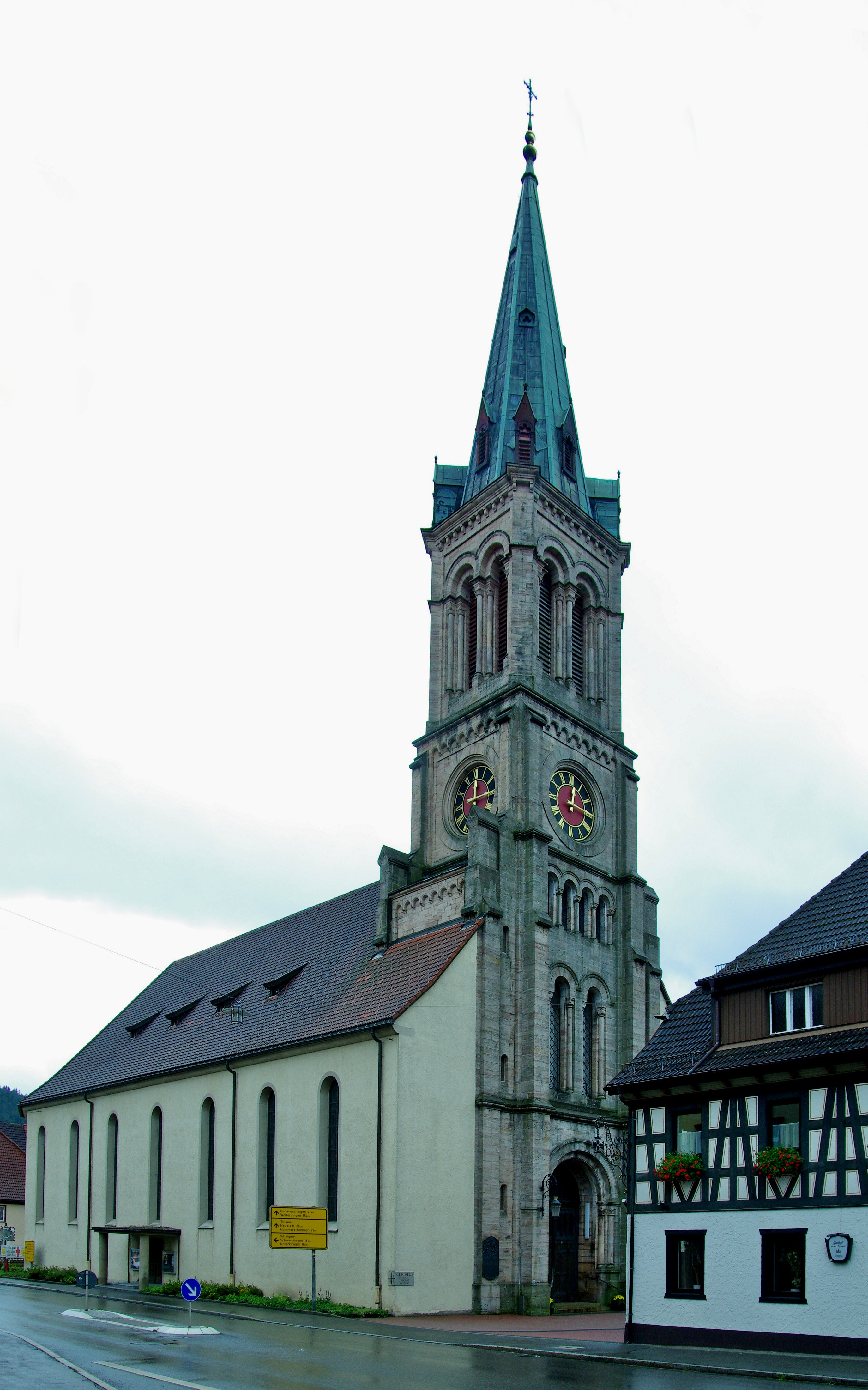
St. Martin von Nordwest

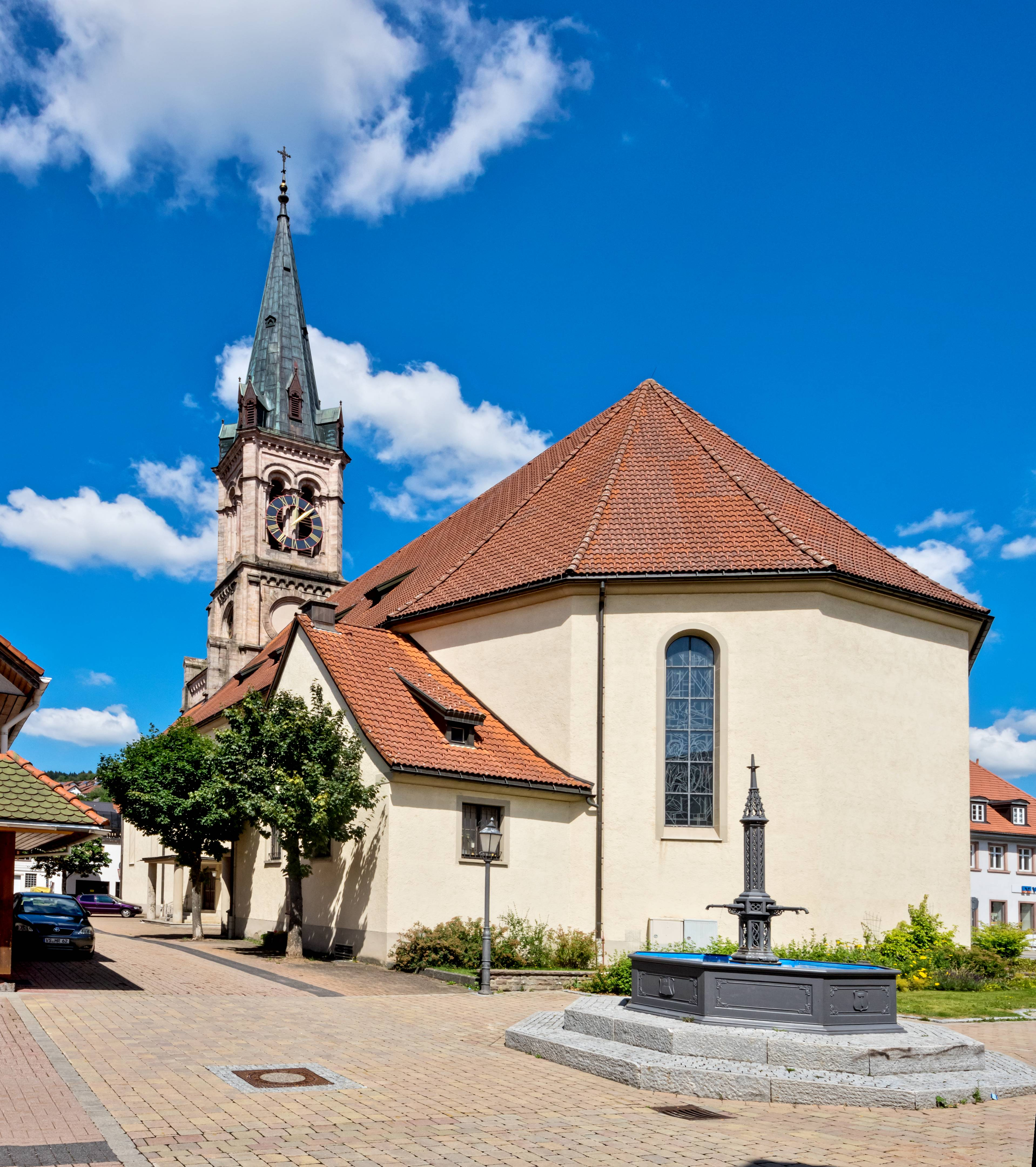
St. Martin von Südost

St. Martin ist die römisch-katholische Pfarrkirche der Stadt Vöhrenbach im Schwarzwald-Baar-Kreis von Baden-Württemberg. Die Pfarrgemeinde bildet mit den sieben weiteren Pfarreien von Vöhrenbach, Furtwangen und Gütenbach die Seelsorgeeinheit Bregtal im Dekanat Schwarzwald-Baar des Erzbistums Freiburg. Zur Pfarrgemeinde St. Martin gehört auch das ins 16. Jahrhundert zurückreichende Bruderkirchle St. Michael an der Straße von Vöhrenbach über das jetzt in Villingen-Schwenningen eingemeindete Dorf Herzogenweiler nach Villingen. Die Geschichte von St. Martin, das Bruderkirchle eingeschlossen, haben besonders der Vöhrenbacher Heimatkundler Bernhard Kleiser (1925–2016) und der Pfarrer und Kunsthistoriker Manfred Hermann erforscht (siehe Literatur). Hauptzierde der Kirche sind die Werke der Bildhauerfamilie Winterhalder aus dem 17. und 18. Jahrhundert.

## Geschichte
Vöhrenbach wird erstmals 1244 in einer Urkunde der Söhne des Grafen Egino V. von Urach erwähnt, der das Erbe der Zähringer im Breisgau, in der Ortenau und auf der Baar angetreten hatte. In der Urkunde vom 28. Januar 1244 einigten sich die vier Söhne, darunter Konrad, der spätere Graf von Freiburg, und Heinrich I. von Fürstenberg, auf die Gründung einer neuen Stadt Vöhrenbach – Vernbach oder Verinbach geschrieben. Die Lehnshoheit kam 1250 an die Bischöfe von Straßburg, fiel aber Ende des 15. Jahrhunderts an die Fürsten von  Fürstenberg zurück. Bei ihnen blieb Vöhrenbach, bis es im Gefolge des Reichsdeputationshauptschlusses 1806 ans Großherzogtum Baden gelangte.
Im Jahr 1244 ist auch die Kirchengemeinde erstmals bezeugt: Der Bischof von Konstanz bestätigte ihre Errichtung als Filiale der St. Martins-Gemeinde in Herzogenweiler, die wiederum eine Filiale von St. Martin in Kirchdorf war, das heute ebenfalls zu Villingen-Schwenningen gehört. Die Pfarrrechte gingen allmählich von Herzogenweiler auf Vöhrenbach über. St. Martin Kirchdorf wurde um 750 gegründet. Die Weihe der Vöhrenbacher Kirche mit dem Patrozinium des heiligen Martin von Tours ist von dieser frühen Kirche ererbt. Das Kirchenpatronat mit der Kirchenbaulast und dem Präsentationsrecht für den Pfarrer besaß ursprünglich das Zisterzienserkloster Salem, ab Ende des Mittelalters aber das Haus Fürstenberg.

## Baugeschichte

Vorgängerbauten
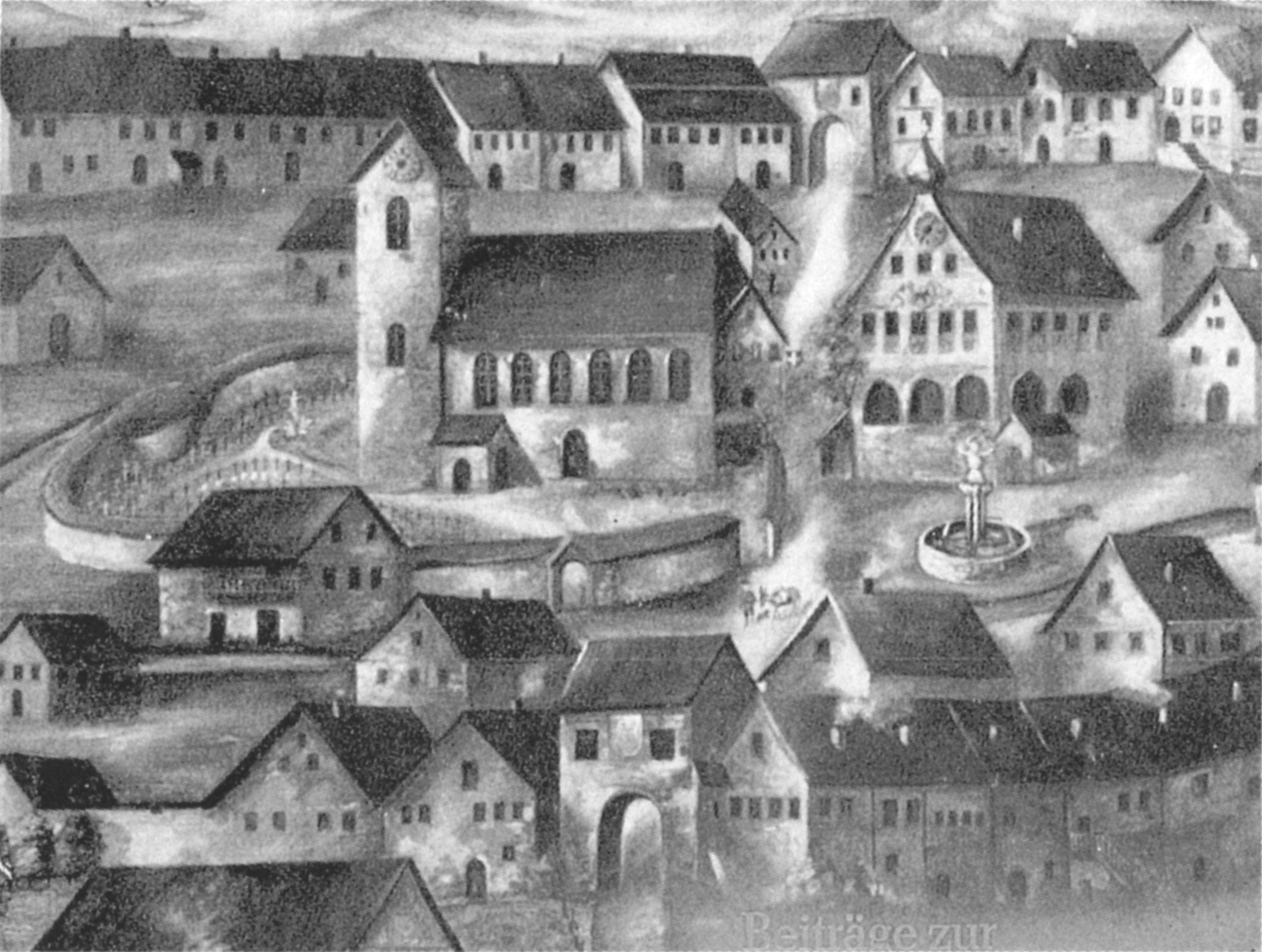
Erster Bau
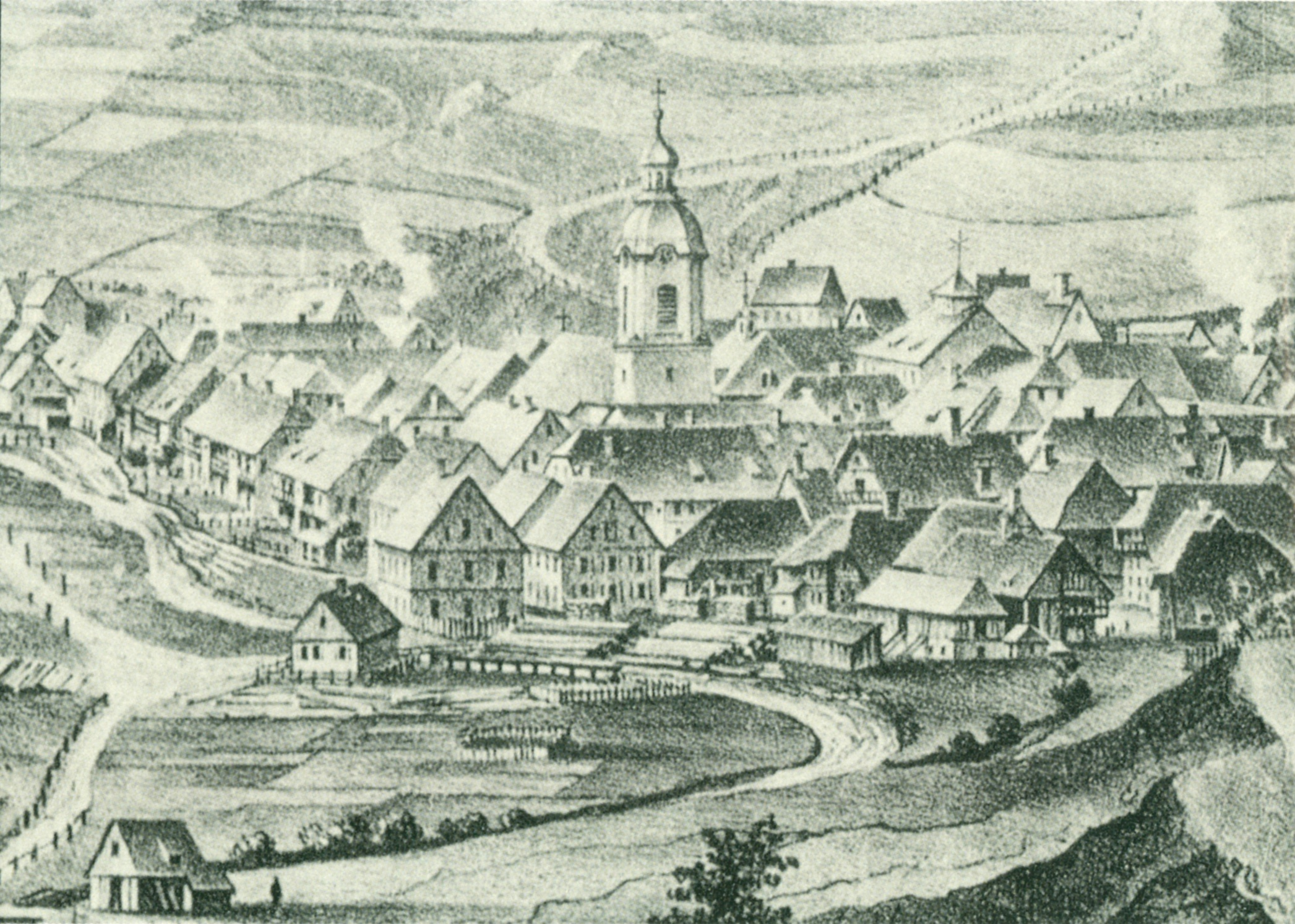
Dritter Bau
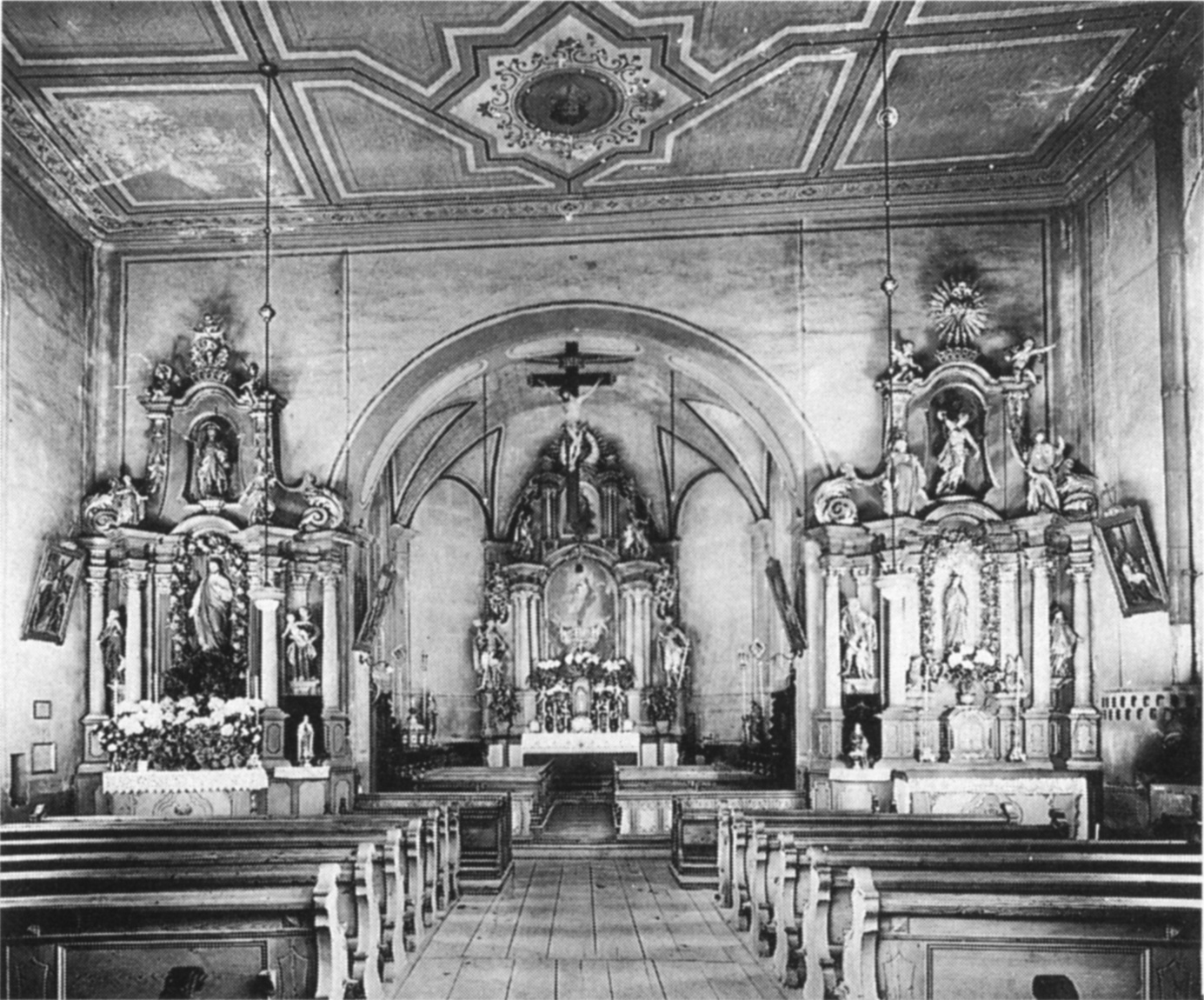
Dritter Bau, Inneres

Die heutige Kirche ist der vierte Kirchenbau an derselben Stelle. Ab 1244 wurde eine romanische Kirche mit einem von einem Satteldach gedeckten östlichen Chorturm errichtet. Im Dreißigjährigen Krieg, am 2. April 1639, wurde sie mit der Stadt durch schwedische Truppen völlig zerstört. Das Anniversarienbuch der Pfarrei berichtet:

„Anno Dni MDCXXXIX den 2. Aprilis hier zwischen 7 und 8 Uhren ahn morgen früehe ist die Statt Verenbach von den Schwedischen Soldaten aus Befelch deß Obristen zue Freyburg einquarttiertem H. Canophsky zu pulfer vnd eschen abgebrendt worden, also dz  kein einziges hauß nichts ausgenommen vberbliben.“

Schon 1657 war aus der Kirchenruine der zweite Bau entstanden, aus dem eine Johann Conrad Winterhalder zugeschriebene Figurengruppe der Beweinung Christi erhalten ist. 1715 bis 1723 ermöglichte eine Schenkung des 43 Jahre, von 1668 bis zu seinem Tod 1711, in Vöhrenbach tätigen Pfarrers Johann Jakob Fischer den dritten, barocken Bau, für den Johann Conrad Winterhalders Bruder Adam Winterhalder und dessen in Vöhrenbach geborener Sohn Johann Michael Skulpturen und Altäre schufen. 1811 wurde der Friedhof aus der Umgebung der Kirche an die Herzogenweiler Straße verlegt. 1866 bis 1873 begann mit dem Abbruch des alten, von einer barocken Haube gekrönten Turms und der Errichtung eines neuen, von Ludwig Lang (* 1828) entworfenen neuromanischen Turms der vierte Bau. Er wurde erst 1953 – nach Nationalsozialismus und Zweitem Weltkrieg – unter Pfarrer Theodor Berberich (1892–1969; von 1929 bis 1967 Pfarrer in Vöhrenbach) nach Plänen des Architekten Gregor Schroeder (1906–1976) fortgesetzt und zu Ende gebracht. Am 2. Juni 1957 wurde diese vierte Kirche von Hermann Schäufele, damals Weihbischof und später Erzbischof von Freiburg, geweiht. Ab 1974 wurden die Winterhalderschen Skulpturen, die über zwanzig Jahre auf dem Dachboden des Pfarrhauses gelagert waren, restauriert, 1984 wurde das Kircheninnere renoviert, 1991 der Chorraum verändert.

## Gebäude

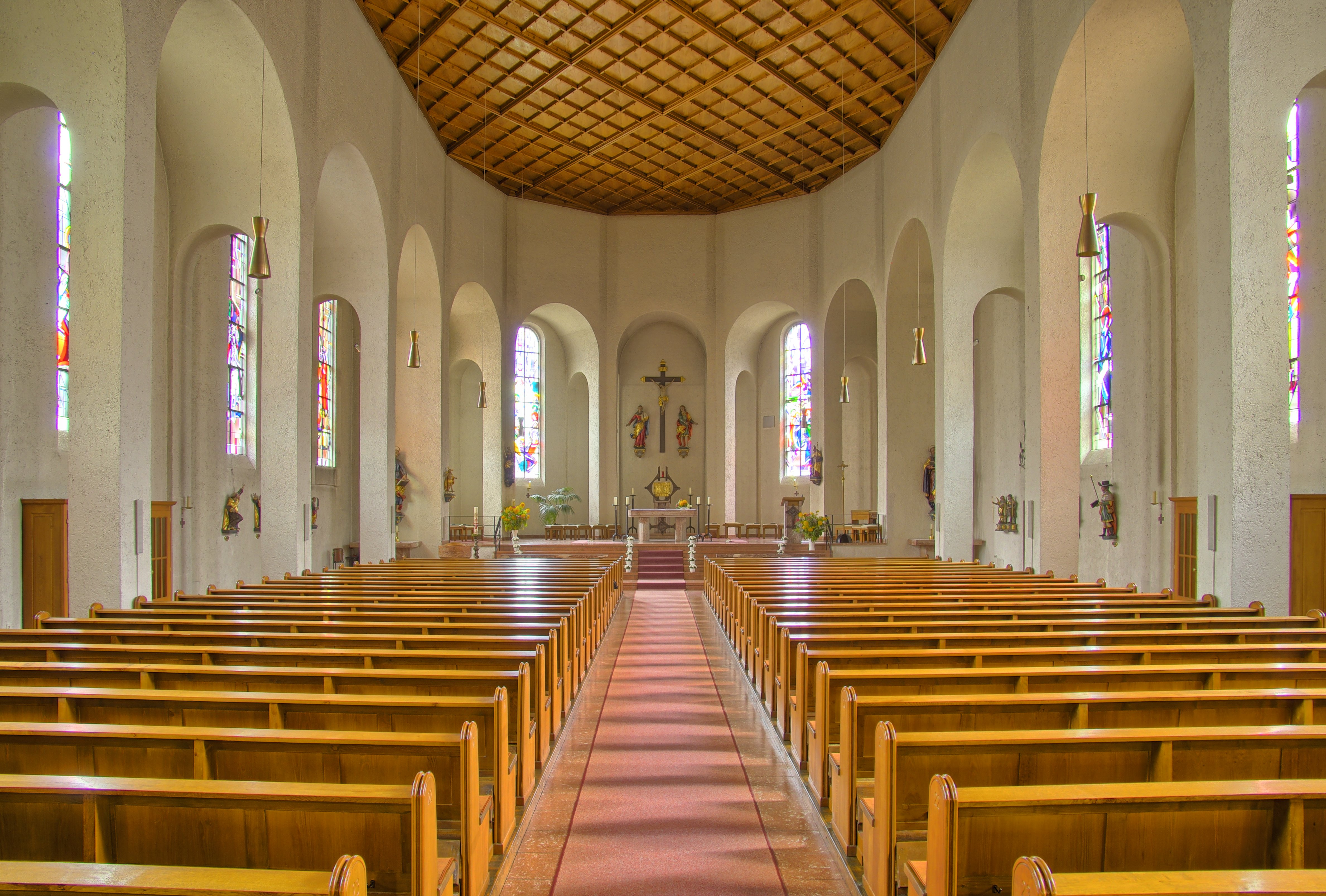
Inneres nach Osten

Etwa 100 m nördlich der Breg liegt die geostete Kirche inmitten des Ortes.
Bei einer Abstimmung sprachen sich die Vöhrenbacher 1871 für den Standort des neuen Turms in der Westfassade aus. Mit seiner Westseite in der Ebene des Westabschlusses des Langhauses und von dort ins Innere hineinragend, baut sich der Turm aus rotem Sandstein, durch Strebepfeiler, Gesimse, Rundsäulchen und Friese kräftig gegliedert, in fünf Stockwerken auf. Der spitze Achteckhelm mit zwei vergoldeten Kugeln und hohem Kreuz bringt ihn auf 63 m Höhe.

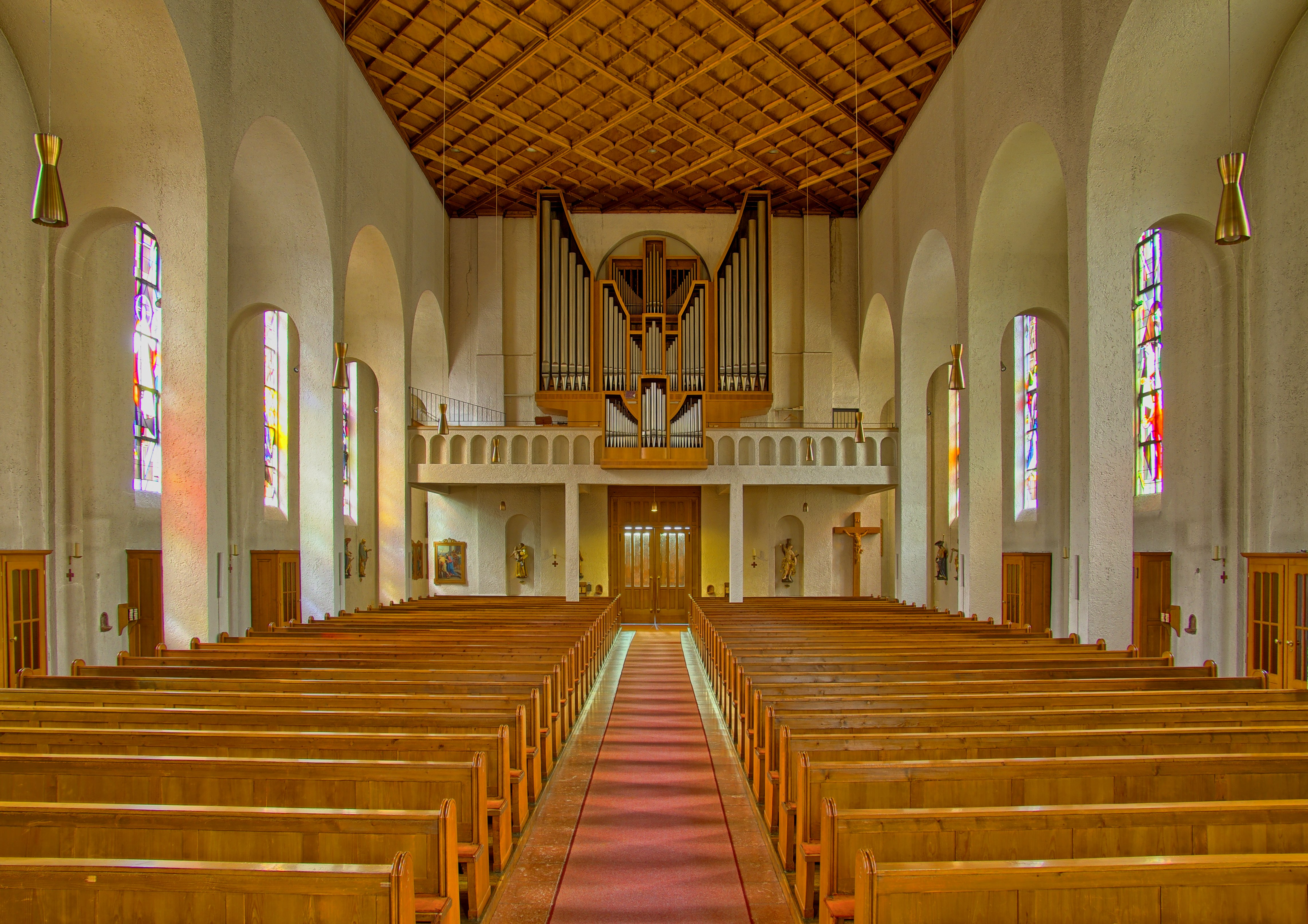
Inneres nach Westen

Das von einem Satteldach bedeckte Langhaus ist eine weite Halle mit breitem Mittelschiff und schmalen Durchgängen als Seitenschiffen. Der Architekt Schroeder „wollte an die durch Vorarlberger Bauleute des 18. Jh. gepflegte Bautradition des ‚Einraumes‘ erinnern, indem er eine Abfolge von Arkaden mit eingestellten Pfeilern und seitlichen Durchgängen schuf.“ Der Chorraum schließt mit fünf Seiten des Zwölfecks. Er ist eigentlich nicht vom Kirchensaal getrennt, hebt sich von diesem jedoch durch ein sechs Stufen höheres Niveau ab. Zur Zeit der Fertigstellung des vierten Baus 1957 trennte ihn eine durchlaufende Kommunionbank zusätzlich vom Schiff. Die Grundfarben des Inneren sind das Rot des Fußbodens, das Weiß der Wände, das Dunkelbraun der gefelderten Holzdecke und das hellere Braun des Kirchengestühls.

## Ausstattung
Beim Abriss der barocken Kirche unter Pfarrer Berberich wurden die alten Altäre zerstört. Manfred Hermann hat ihr Aussehen mit Hilfe der erhaltenen, heute an Wänden und Pfeilern der Kirche verteilten Winterhalder-Skulpturen und mit Hilfe von Photographien rekonstruiert. Nach seinem Ergebnis sind die Skulpturen hier geordnet.

### Barocker Hochaltar und barocke Triumphbogengruppe

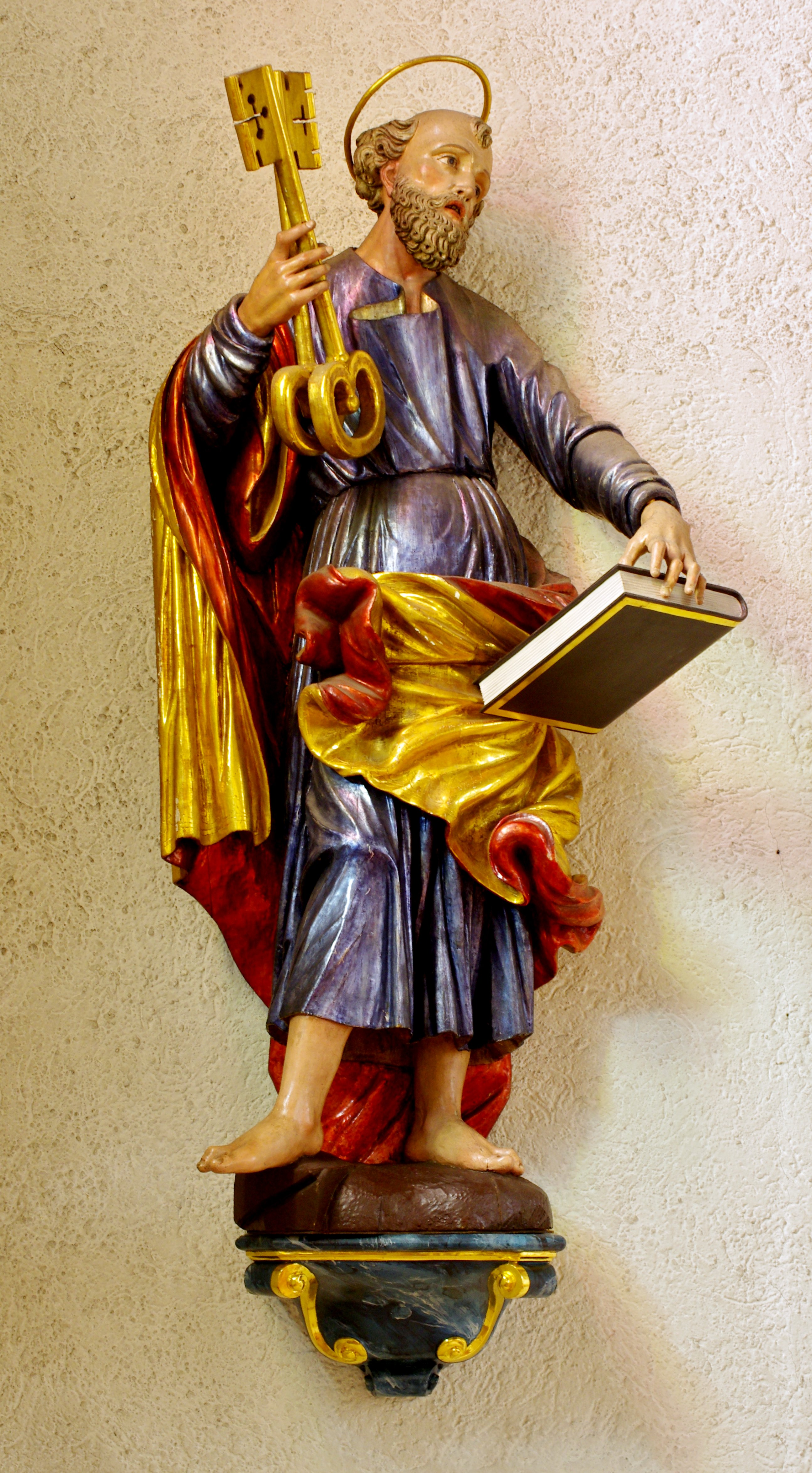
Petrus vom ehemaligen Hochaltar

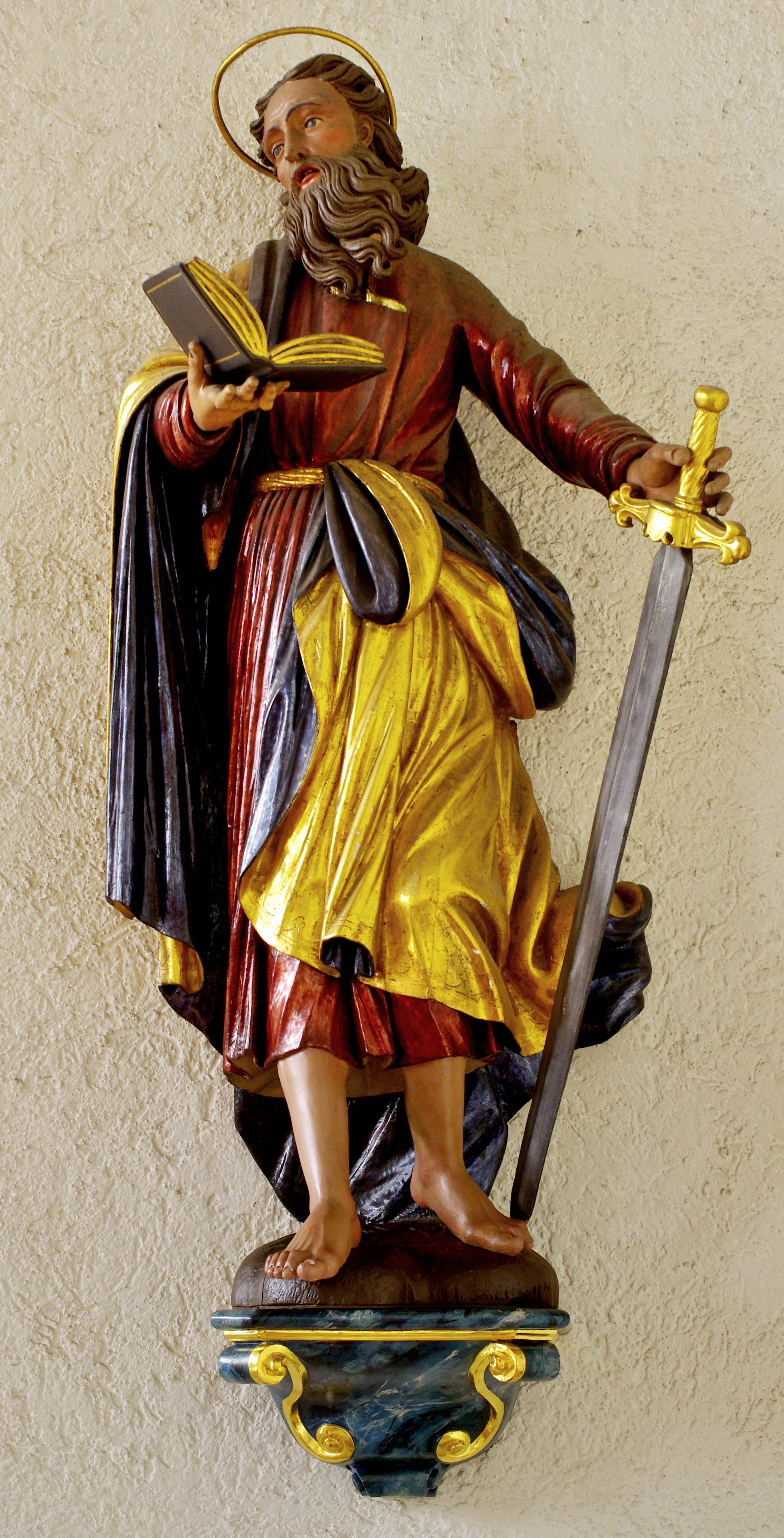
Paulus vom ehemaligen Hochaltar

Danach war der Hochaltar „eine kostbare Arbeit aus der Zeit um bzw. nach 1740“ mit vielen Rokokoornamenten. In dies Retabel „waren vier Figuren des Adam Winterhalder aus der Zeit um 1732/33 übernommen worden. Offenbar war es dem alten Bildhauer nicht mehr gelungen, den Altaraufbau ins Werk zu setzen. Die Skulpturen wurden zu einer Art Vermächtnis Winterhalders an seine Heimatpfarrkirche, das die Vöhrenbacher in ihrer Achtung vor ihm in den späteren Hochaltar-Verband aufnahmen.“ Von den vier ehemaligen Hochaltarfiguren befinden sich ein heiliger Michael und ein Johannes der Täufer heute in der Pfarrkirche St. Georg in Mundelfingen. In Vöhrenbach verblieben sind der heilige Petrus über der Mensa des linken und der heilige Paulus über der Mensa des rechten Seitenaltars. 188 cm hoch, sind es recht monumentale Gestalten, die durch Arm- und Beinhaltung mit ausgeprägtem Kontrapost ein dem Hochbarock eigenes feierliches Pathos entfalten. „Enorm etwa die Bewegung der seitlich ausgestreckten Linken des Paulus, die den Schwertknauf umfaßt hält. Ebenso dramatisch gibt sich die Behandlung der Gewänder. Bei Petrus hat ein heftiger Wind einen Mantelteil von der linken Hüfte her quer vor den Leib geweht, einen wild schlingernden Saum mit einem Ohr als typischem Merkmal des Bildschnitzers bildend. <...> Typisch für Adam Winterhalder sind die langen, nach oben gedrehten Strähnen im Nacken. Ohne Zweifel hat der Bildhauer hier seine reifsten Werke geliefert, gleichwohl er aber auch durch die hochsitzende Taille gewisse anatomische Schwächen offenbart.“

Hochaltar von 1991 und Kreuzigungsgruppe
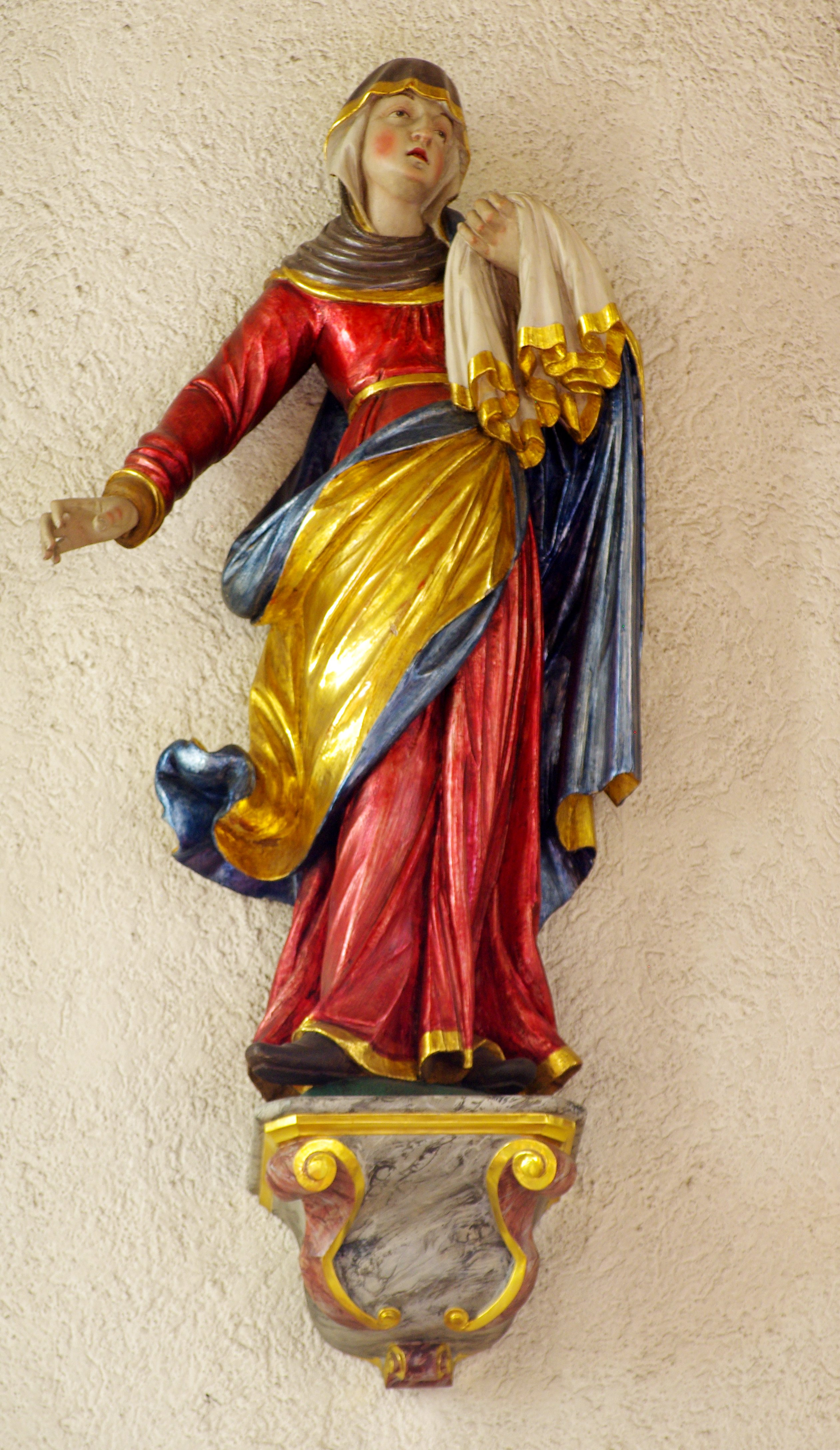
Maria
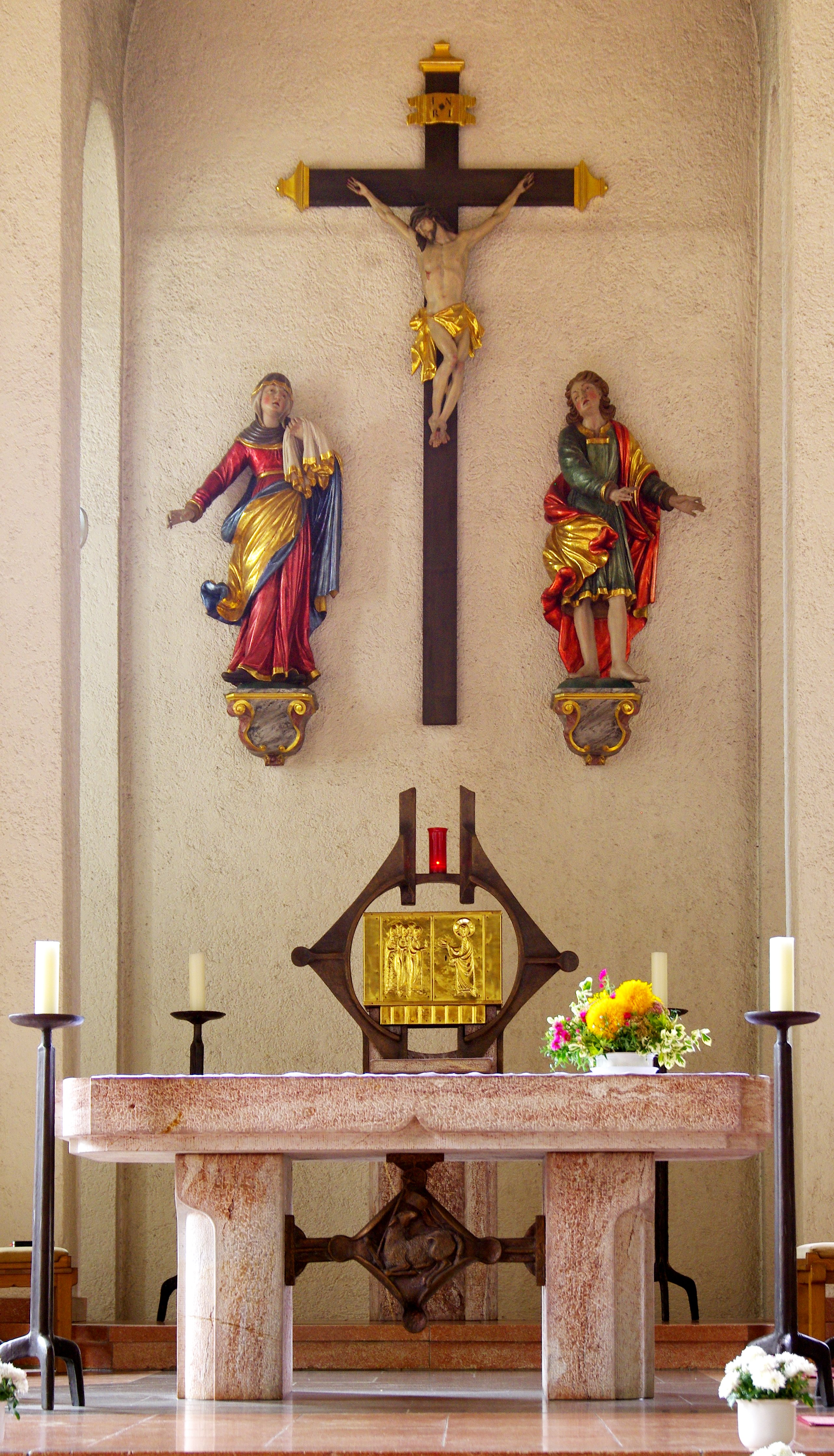
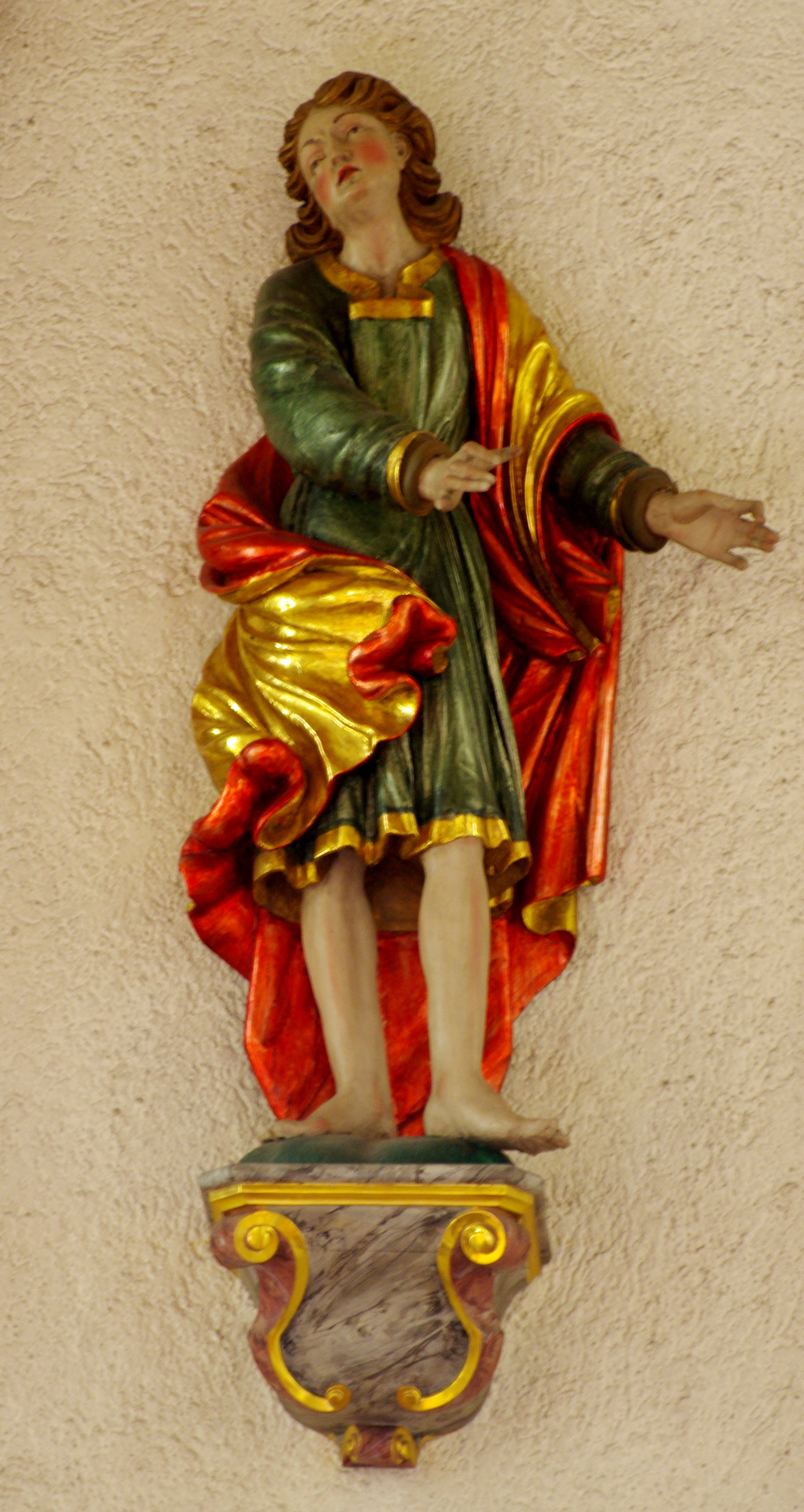
Johannes

Das Kruzifix, das ehemals im Triumphbogen hing, und die begleitenden Figuren der trauernden Maria und des trauernden Johannes hängen jetzt an der Stirnwand des Chors über dem modernen, 1991 von Wolfgang Kleiser aus Urach (* 1936) neu gestalteten Hochaltar. Maria und Johannes, 170 cm hoch, stammen von Adam Winterhalder und zeigen die von ihm gewohnte reiche Gestik, etwa die seitlich ausgestreckten Außenhände und die vorgestellten Außenfüße. Den Jesus am Kreuz hat dagegen später Adams Sohn Johann Michael geschnitzt.

### Barocke Seitenaltäre
Die barocken Seitenaltäre waren älter als der Hauptaltar. Johann Michael Winterhalder hatte sie geschaffen, gleich nachdem er 1733 von der Gesellenwanderung in die väterliche Werkstatt in Vöhrenbach heimgekehrt war. Alle Figuren sind, wenn nicht anders angegeben, ihm zuzuschreiben. Der Aufbau, der völlig auf Gemälde verzichtete, war mit seinen zwei Säulen- und zwei Pilasterpaaren im Hauptgeschoss nach Manfred Hermann etwas hölzern und entbehrte noch einer eleganten Rokokolösung. Das schmalere Obergeschoss enthielt in der Mitte jeweils eine Figurennische.

Kreuzaltar
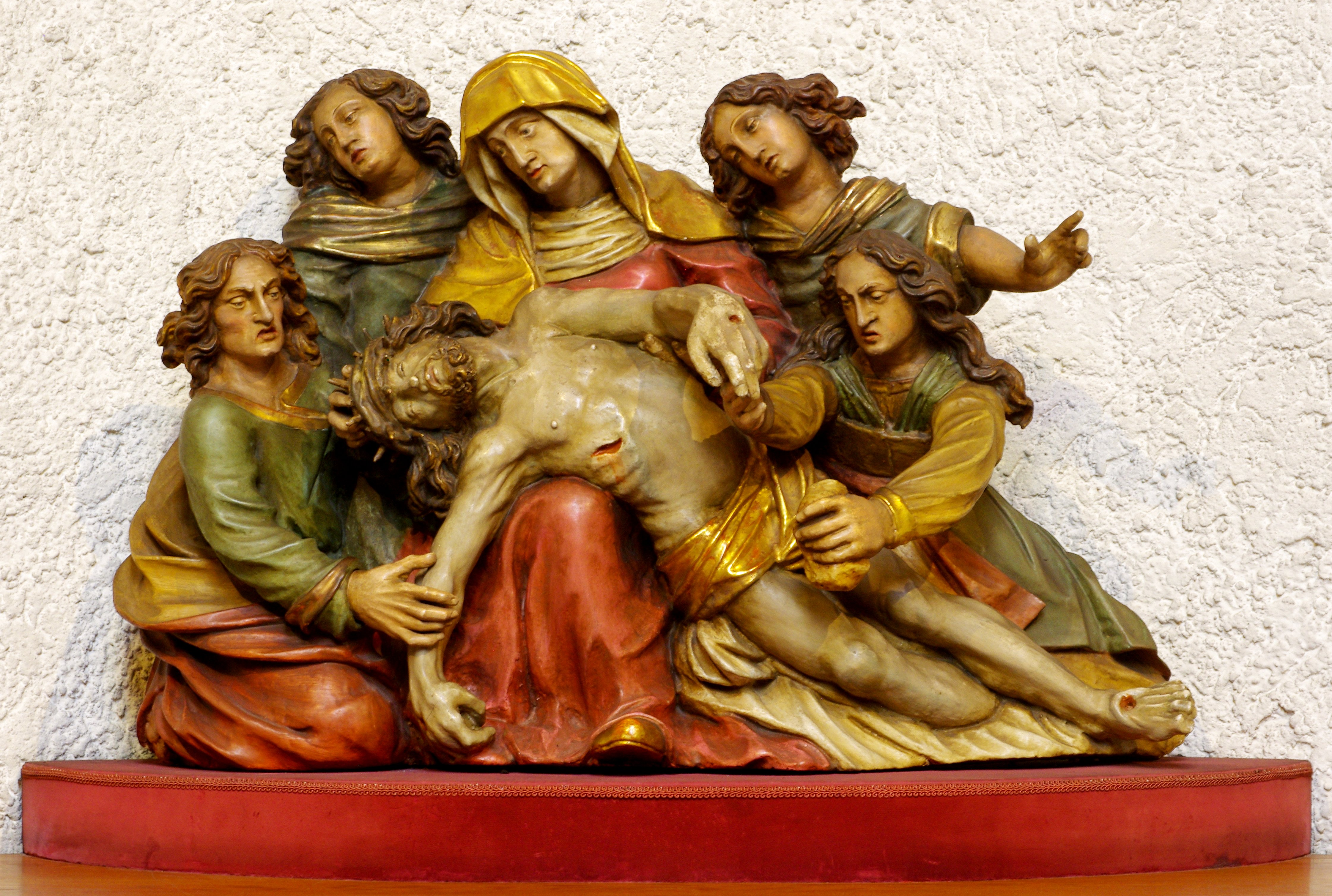
Beweinungsgruppe
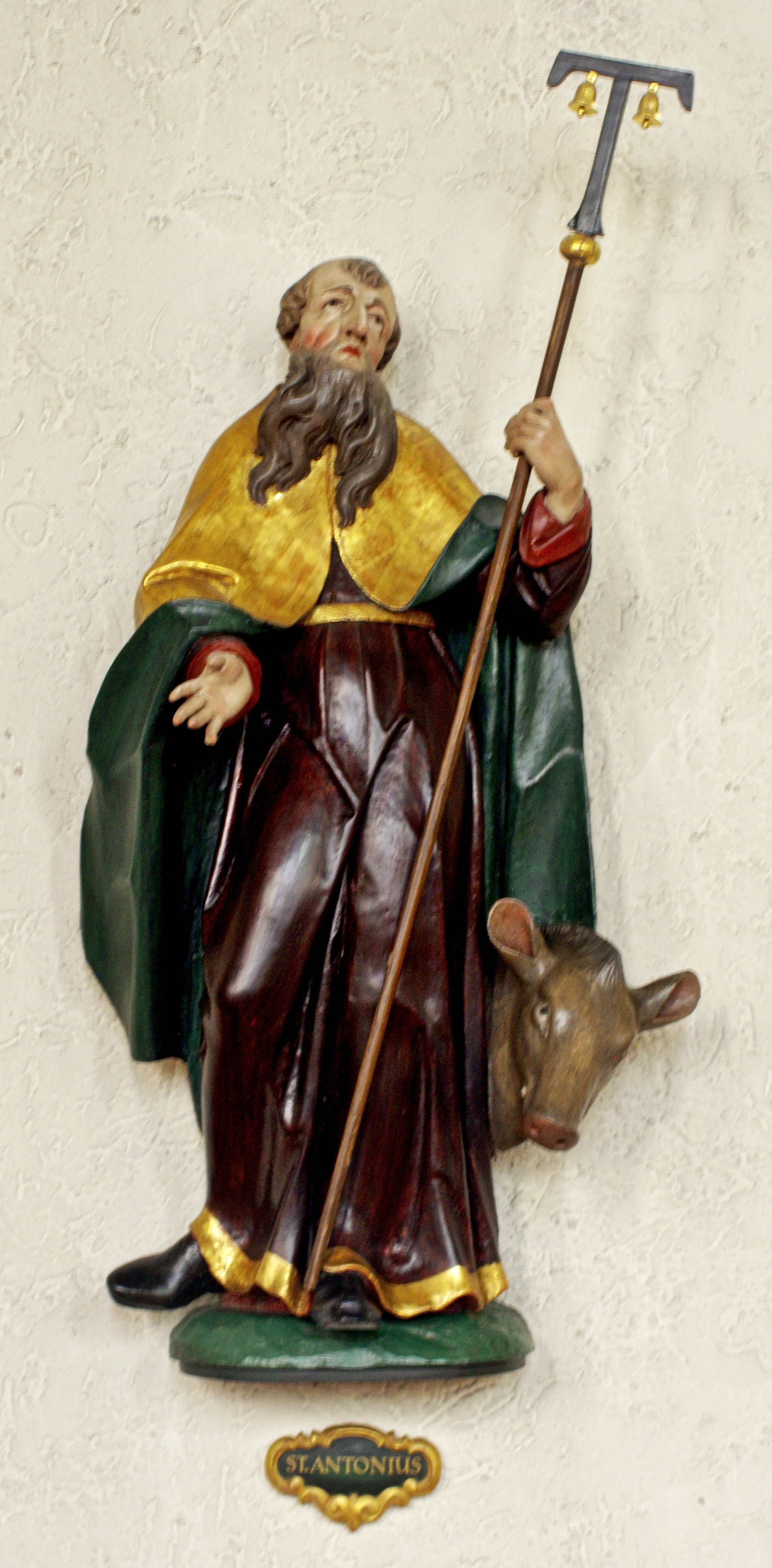
Antonius der Große
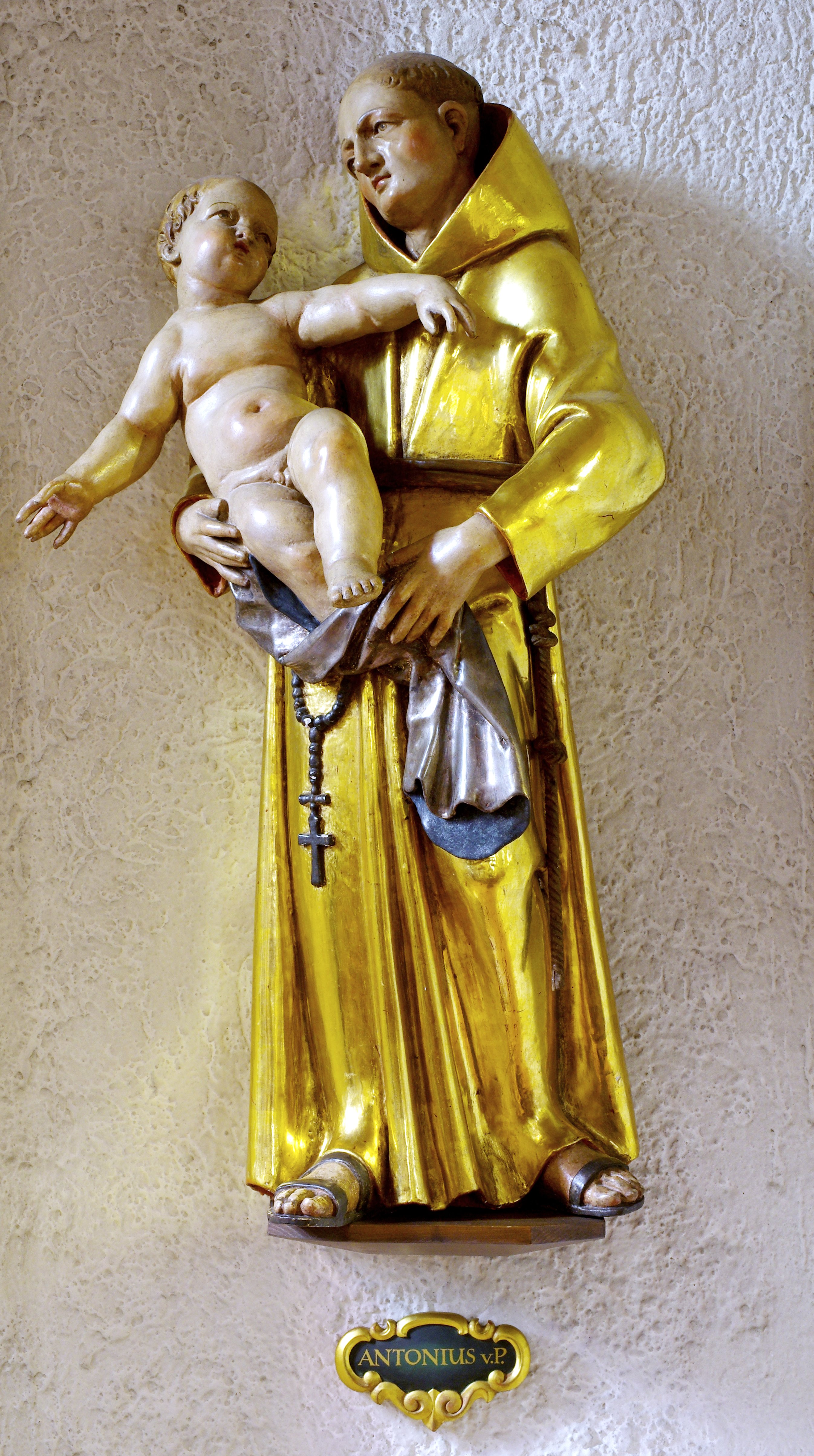
Antonius von Padua
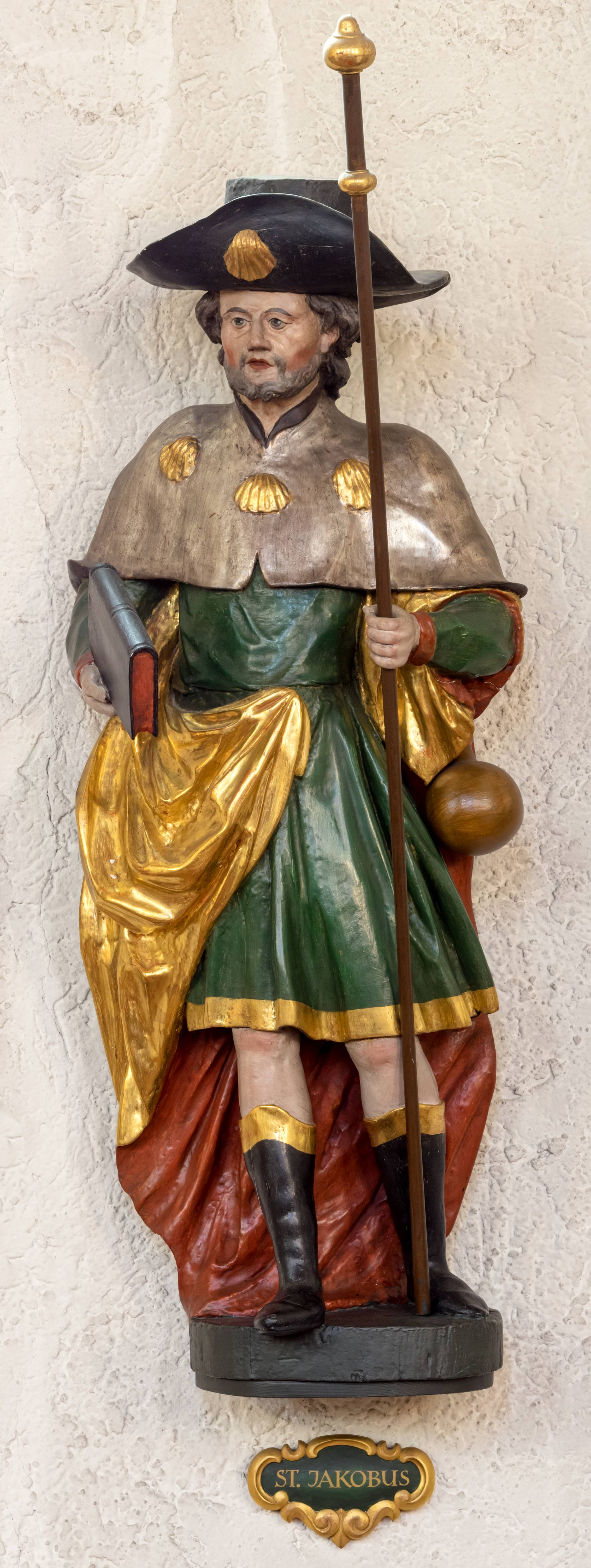
Jakobus
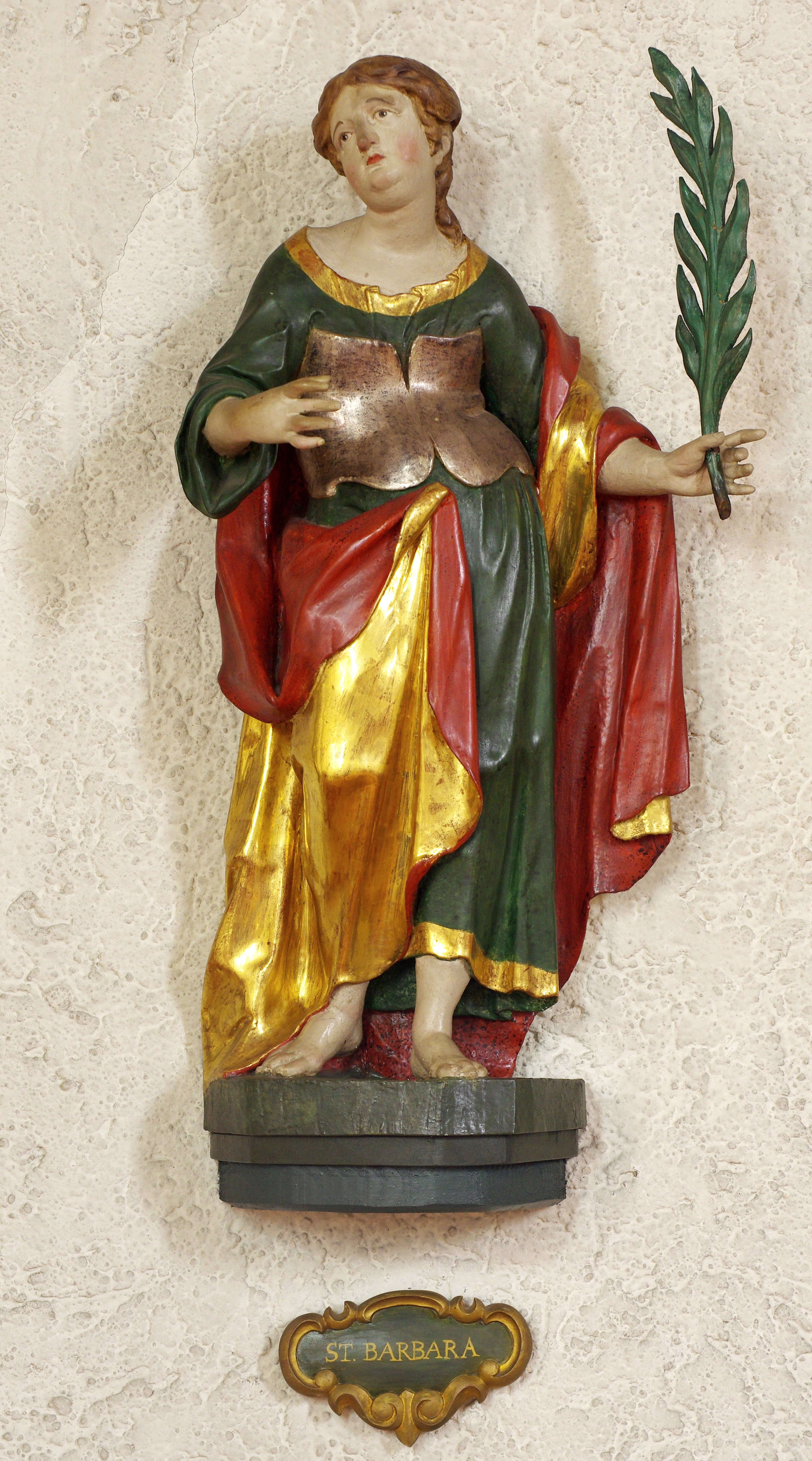
Barbara von Nikomedien
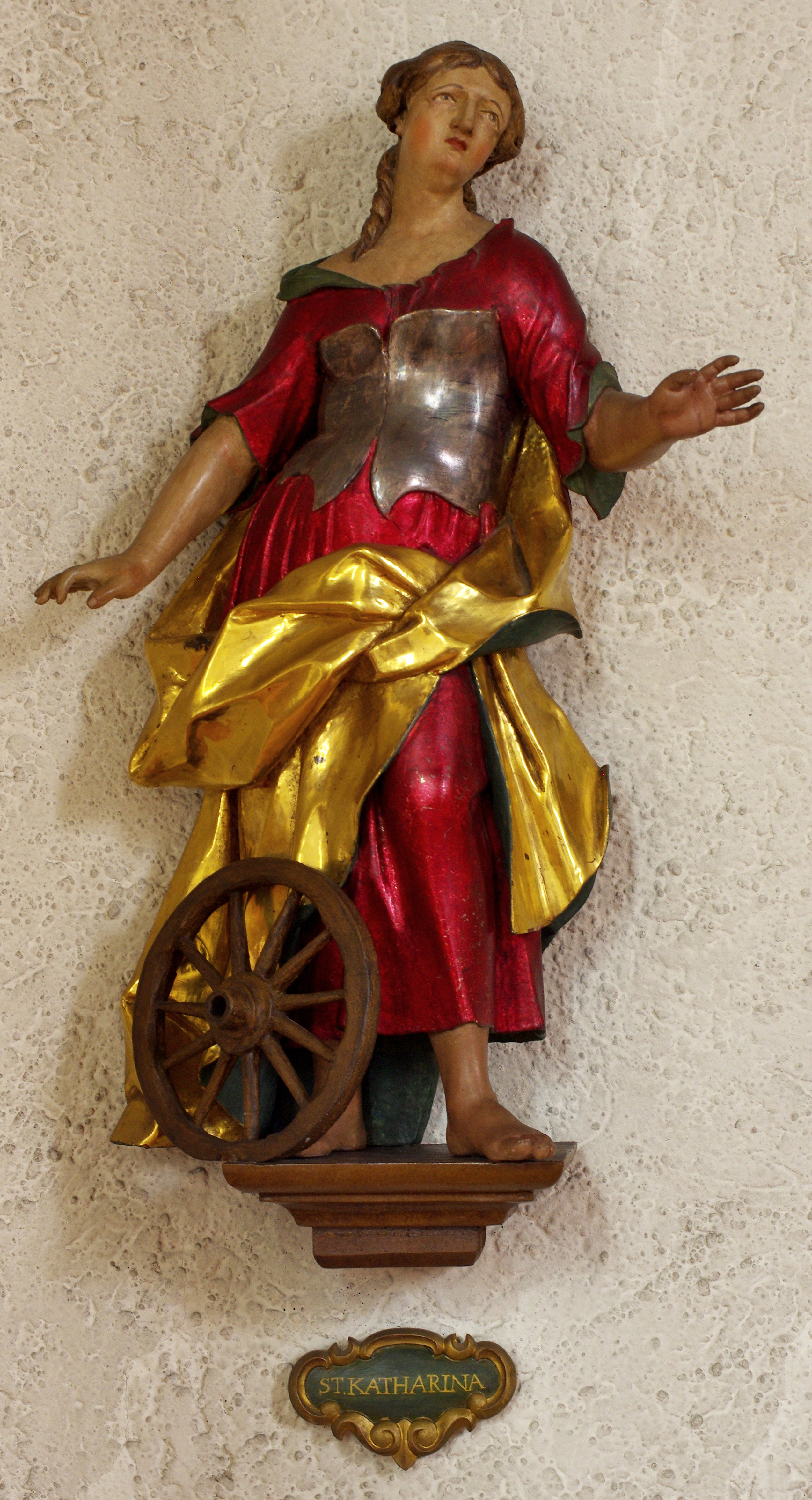
Katharina von Alexandrien

Der linke Seitenaltar war vermutlich ein Kreuzaltar. In der Mitte des Hauptgeschosses stand die oben erwähnte Beweinungsgruppe, eine um vier Trauernde erweiterte Pietà. Sie ist das älteste Winterhalder-Kunstwerk von St. Martin, um 1665, Adam Winterhalders älterem Bruder Johann Conrad zugeschrieben, und steht heute in der südlichen Turmkapelle. Darüber stand wohl ein heiliger Josef von Nazaret Adam Winterhalders, heute in Vöhrenbacher Privatbesitz. Neben die Beweinungsgruppe lokalisiert Hermann die beiden heiligen Antonii, Antonius den Großen mit Taustab, Glöckchen sowie einem Antoniterschwein und Antonius von Padua mit dem Jesuskind auf den Armen. In die Mittelnische des Obergeschosses lokalisiert Hermann einen heiligen Jakobus den Älteren, daneben die heilige Barbara mit der Märtyrer-Palme und die heilige Katharina mit dem Rad.

Marienaltar
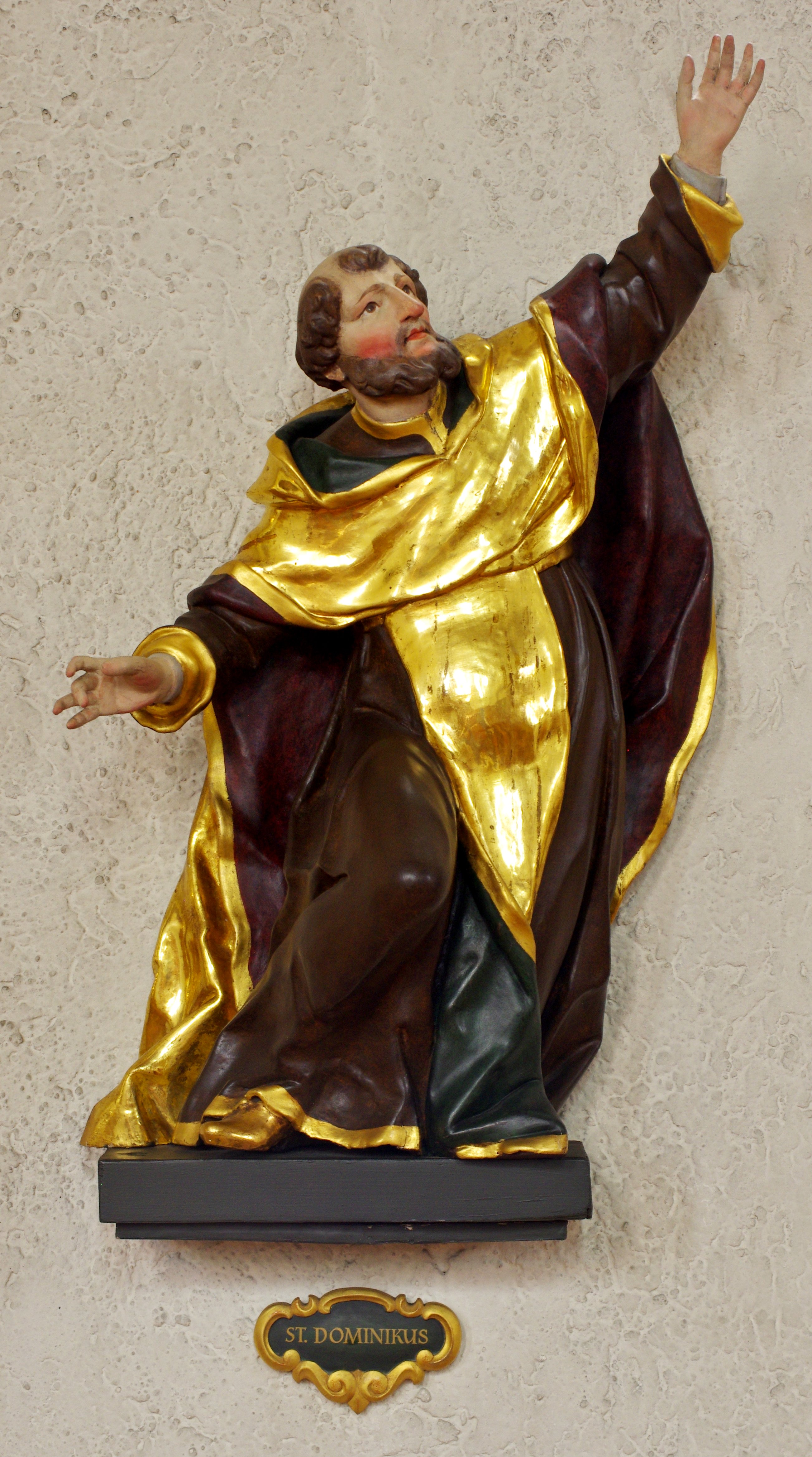
Dominikus
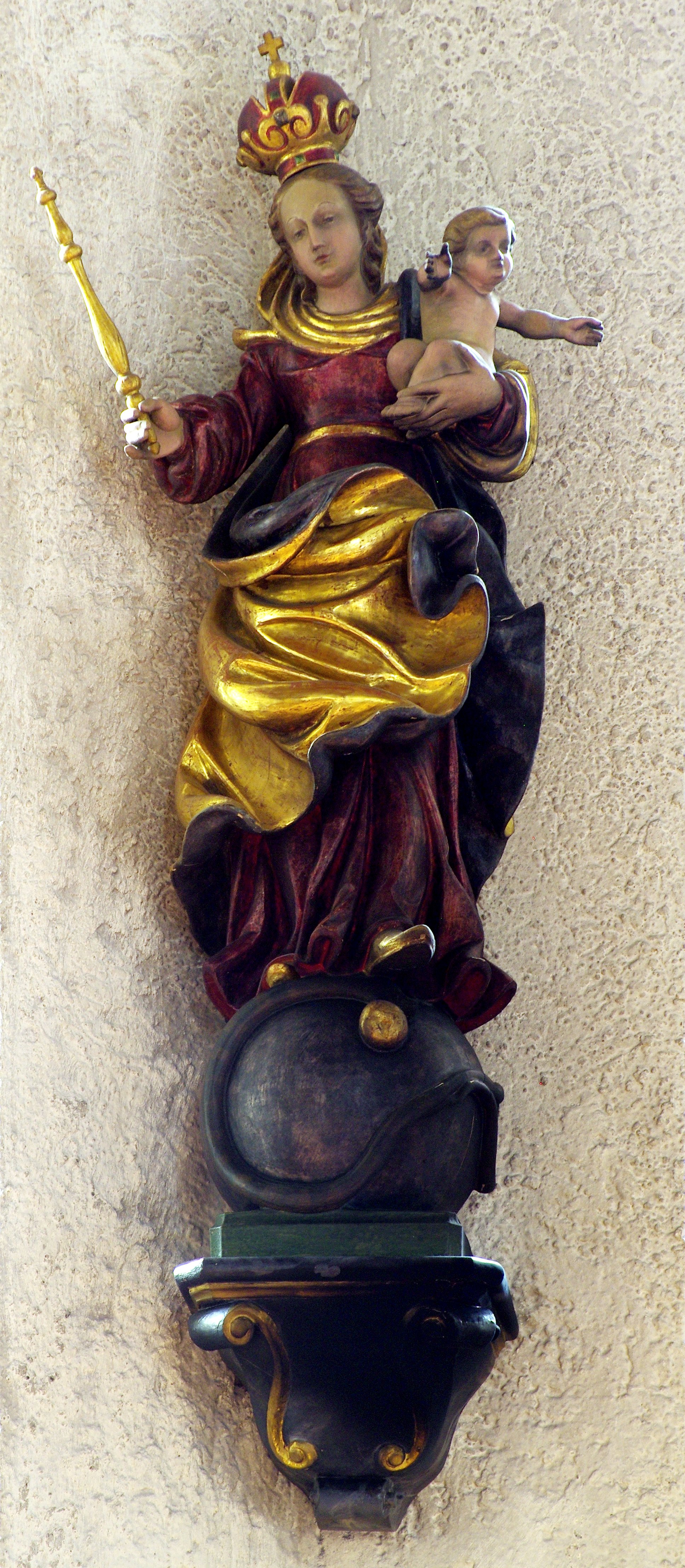
Maria (Kopie)
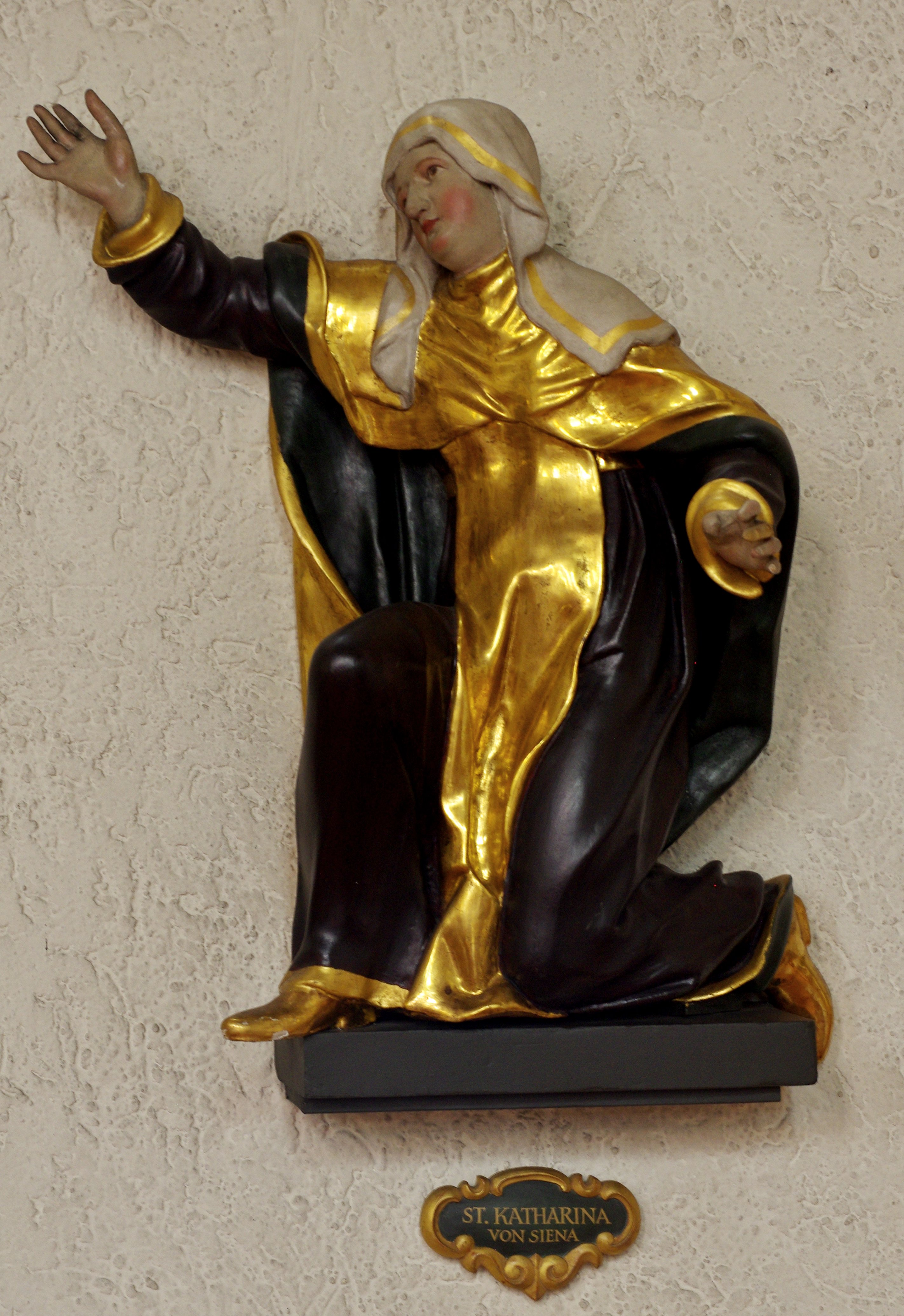
Katharina von Siena
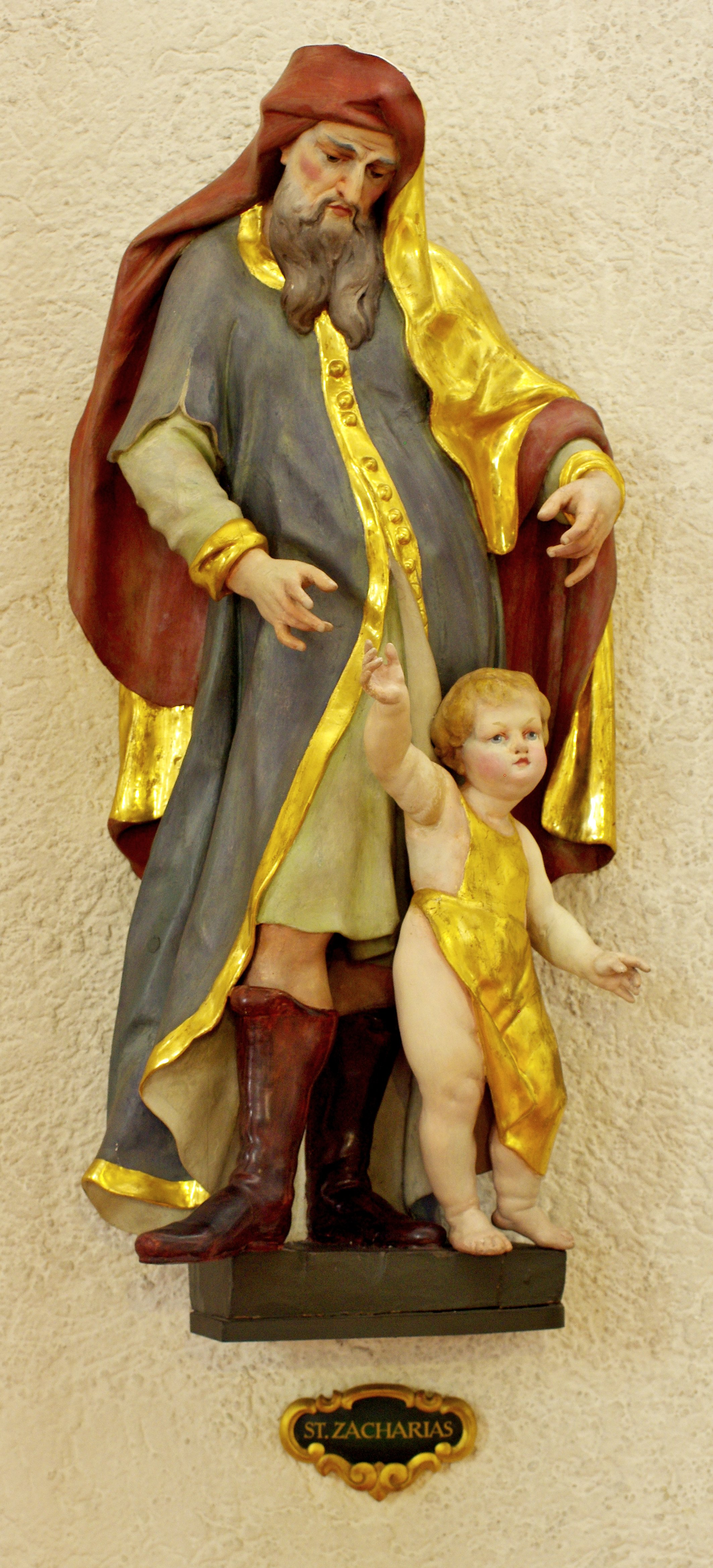
Joachim
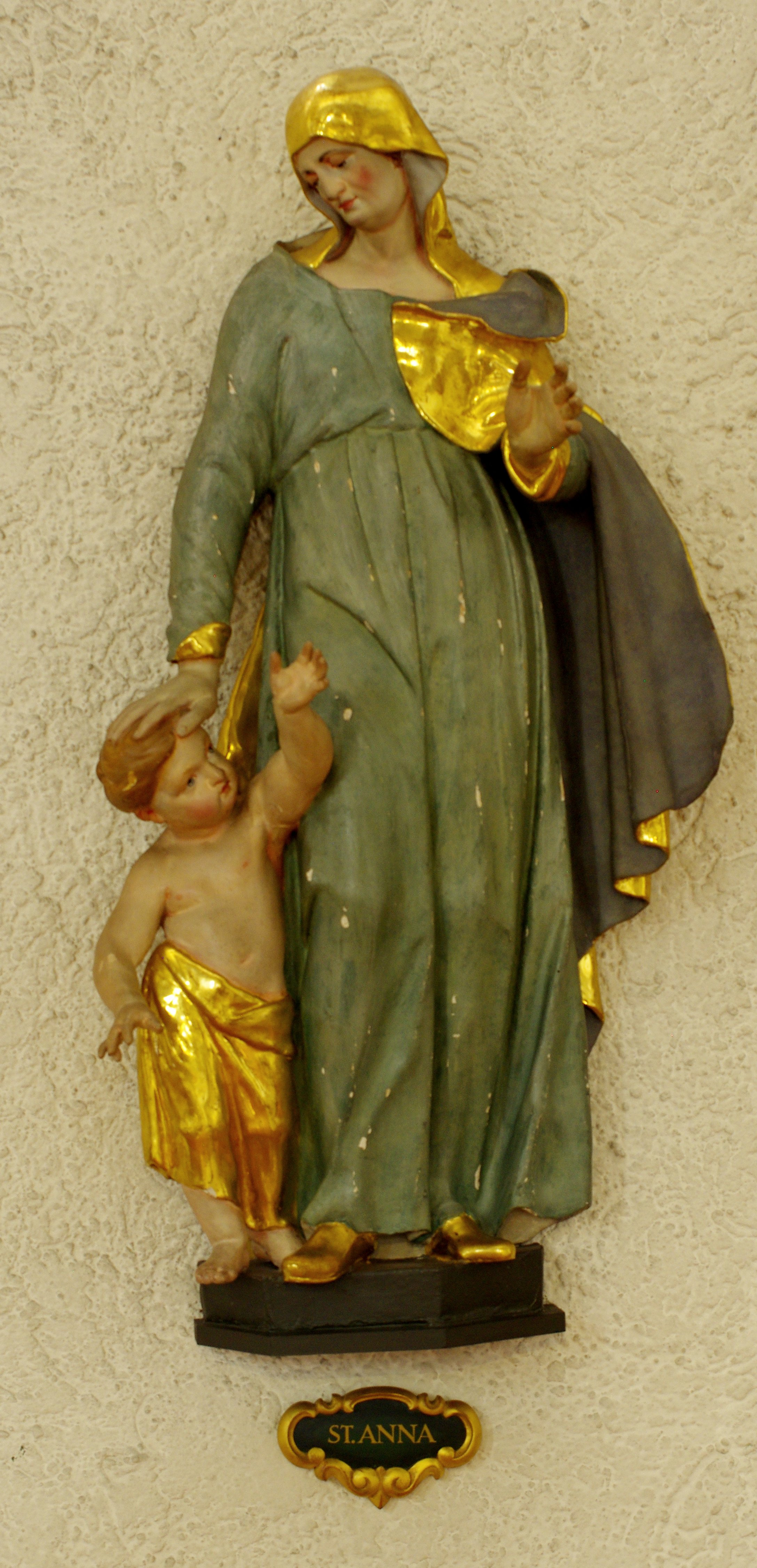
Anna
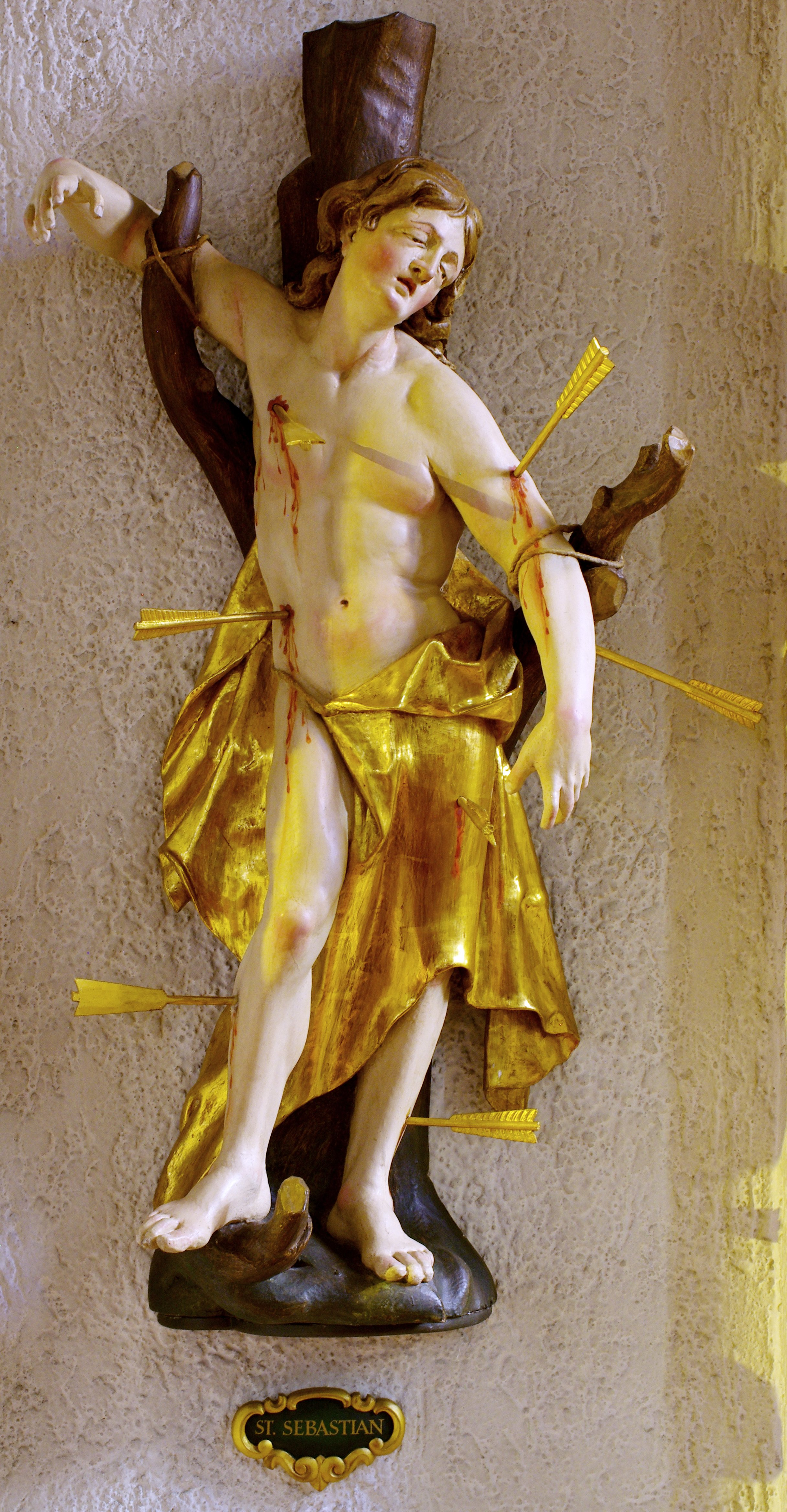
Sebastian
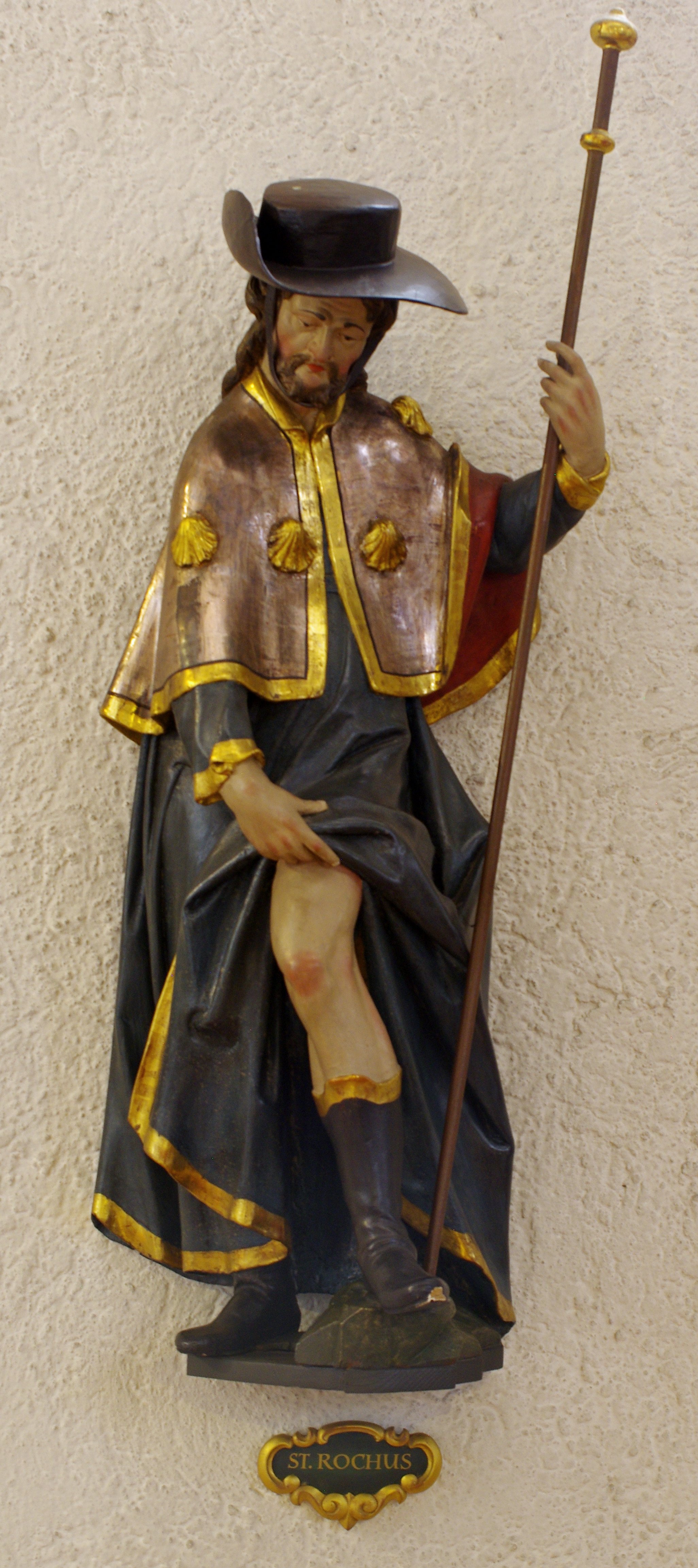
Rochus von Montpellier
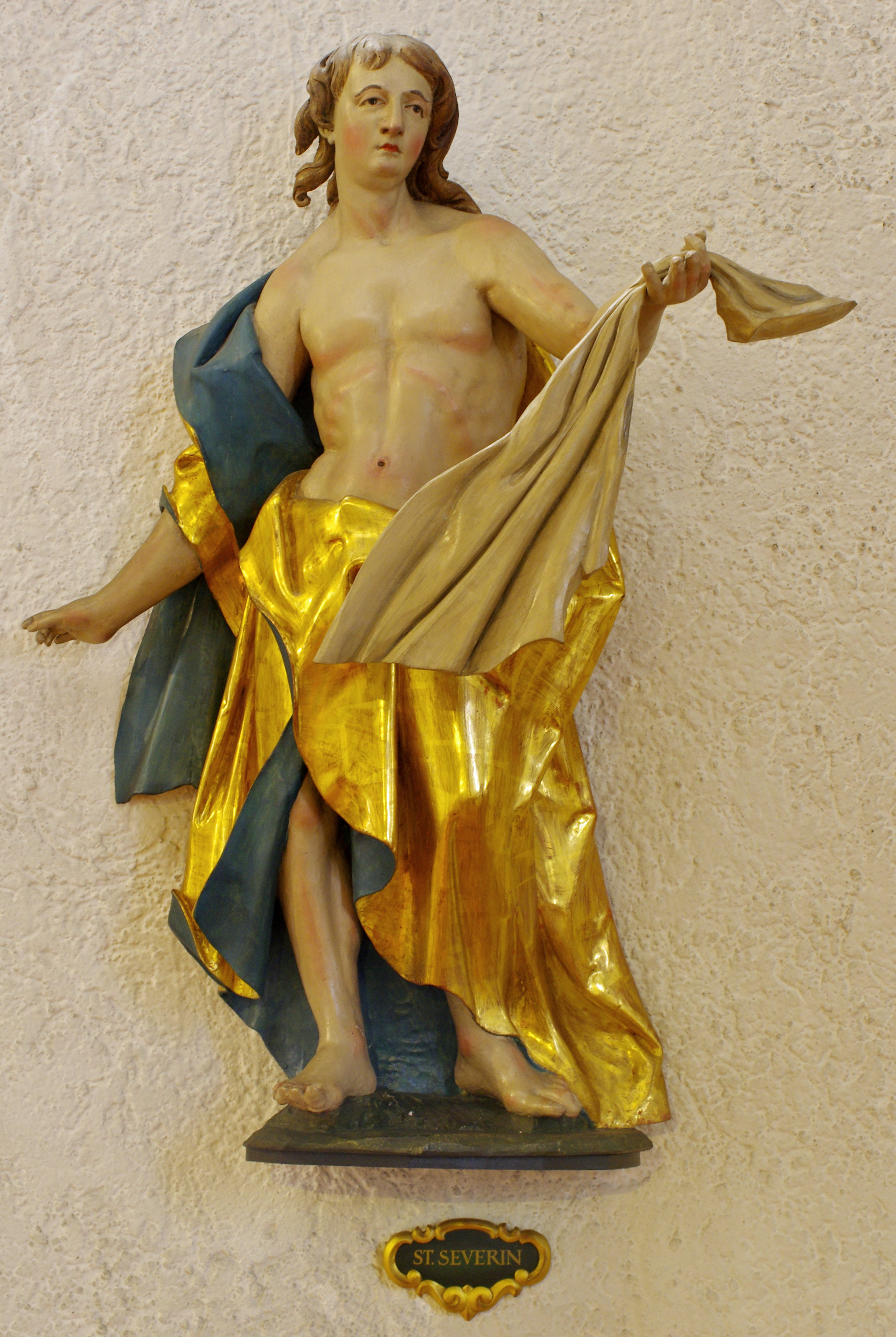
Severin

Der rechte Seitenaltar war vermutlich ein Marienaltar. In der Mitte des Hauptgeschosses stand eine noch von Adam Winterhalder geschnitzte Madonna. Sie ist heute ebenfalls in Vöhrenbacher Privatbesitz; eine Kopie steht im Chor von St. Martin. Ihr zugewandt knieten Dominikus und Katharina von Siena. Weiter seitlich standen Marias Eltern Joachim und Anna. Im Obergeschoss stand in der Mittelnische der heilige Sebastian, von Pfeilen durchbohrt. Daneben standen der heilige Rochus als Pilger mit einer Pestbeule am Oberschenkel und ein heiliger Severin.

### Sonstiges

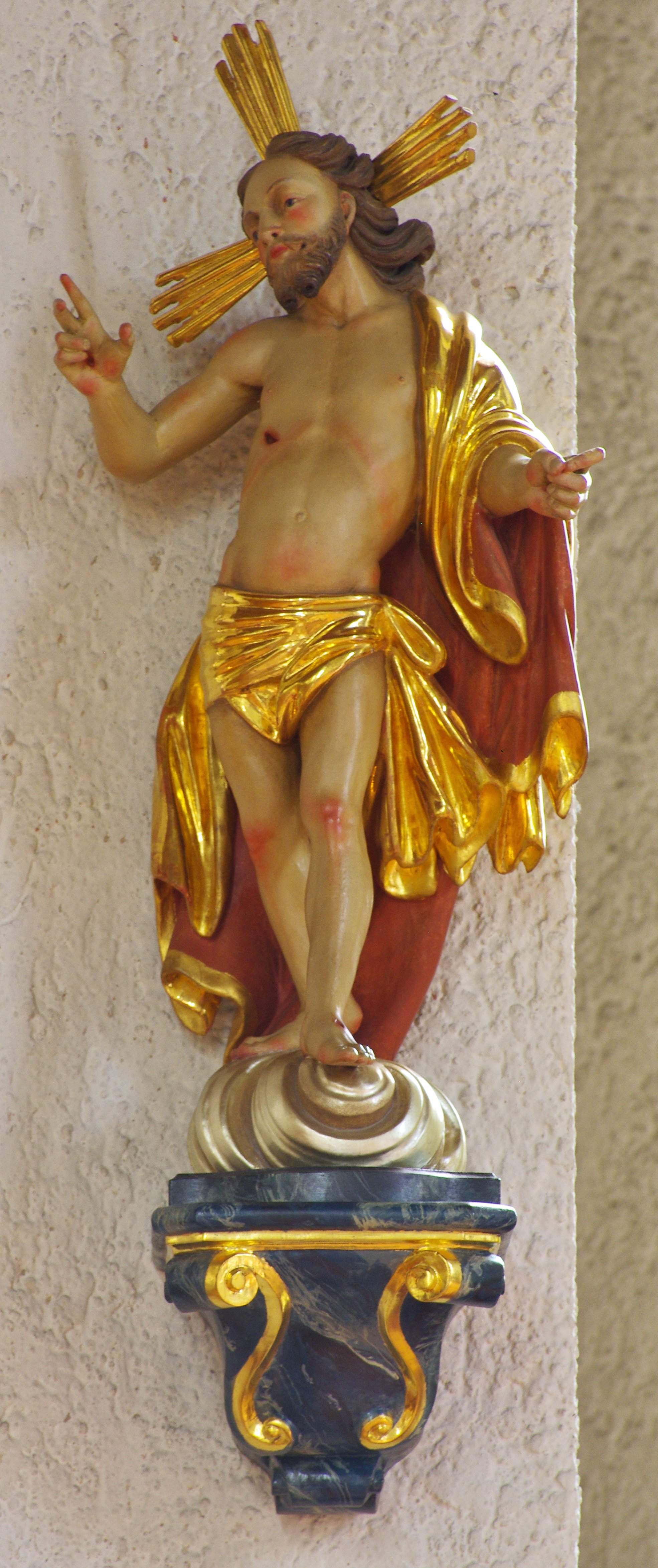
Auferstandener
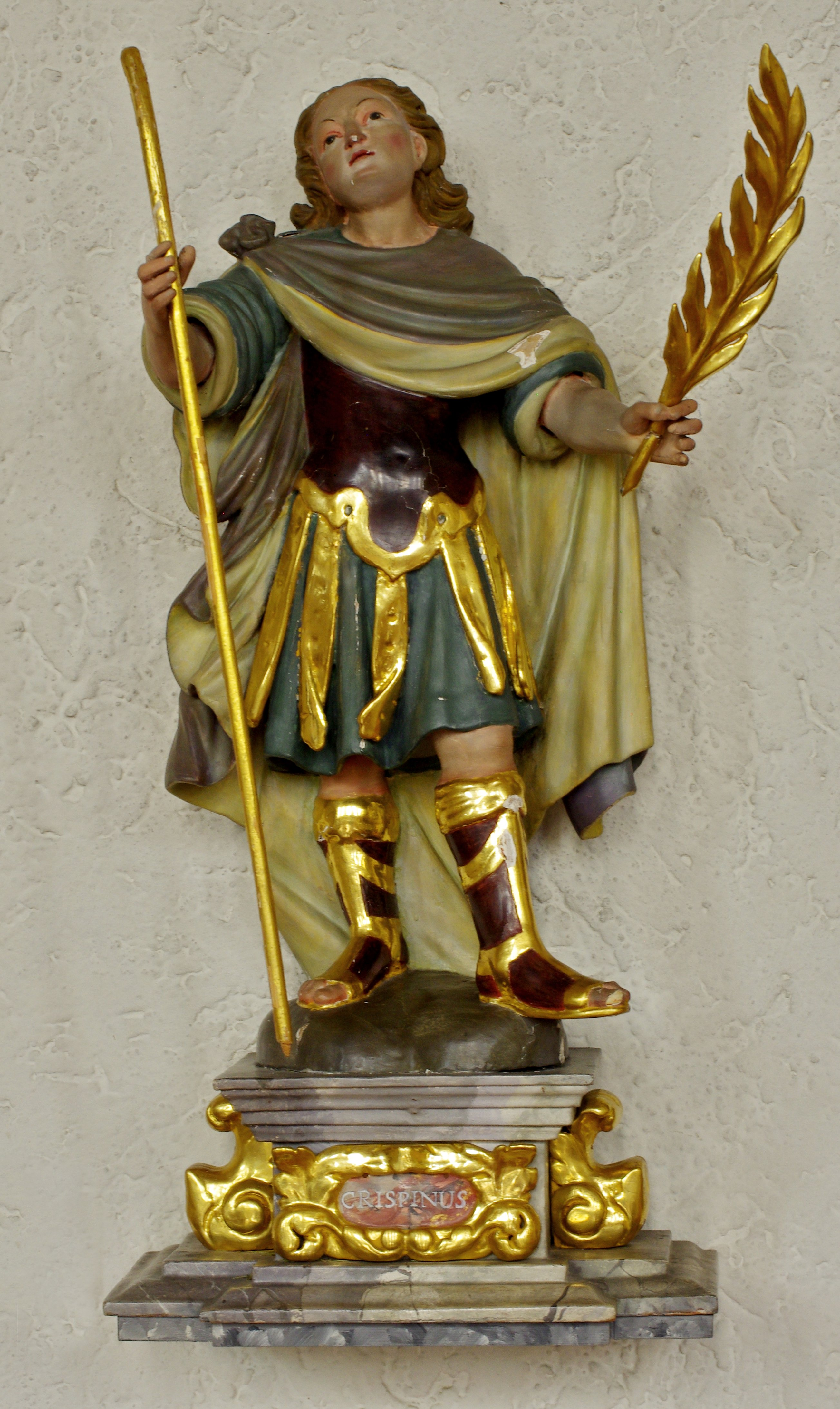
Crispinus
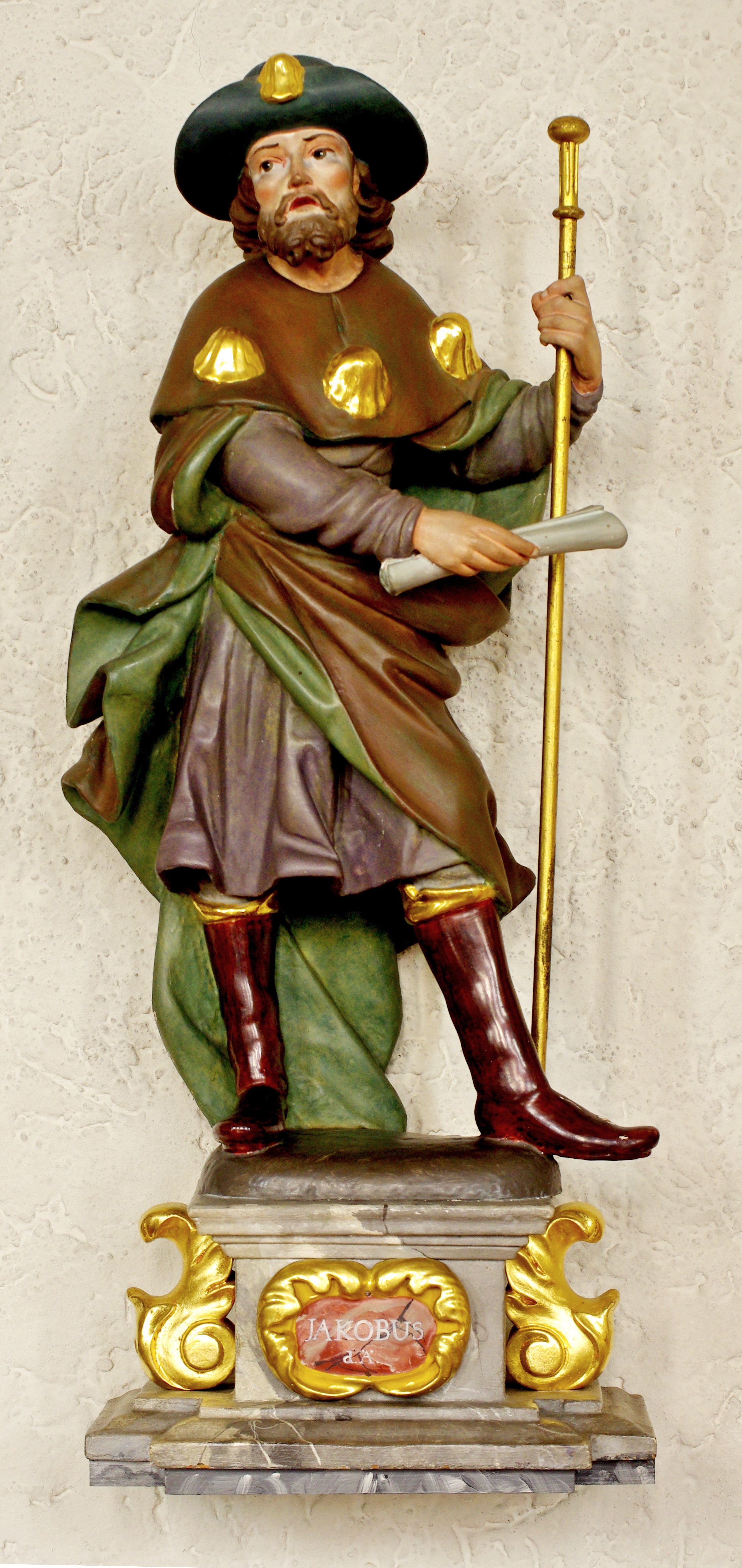
Jakobus der Ältere

Drei weitere Werke Adam Winterhalders haben sich in der Kirche erhalten. Der Auferstandene Jesus am nordöstlichen Pfeiler steht auf einer silbernen Wolke. „Der über die linke Schulter gelegte Mantel gibt der Gestalt einen relativ geschlossenen Umriss.“ Zwei Prozessionsfiguren an der Südwand hat vermutlich die Schuhmacherzunft gestiftet. Der heilige Crispinus vom Brüderpaar Crispinus und Crispinianus soll wie sein Bruder Schuhmacher gewesen sein und in Soissons den Märtyrertod erlitten haben. Er trägt ein Lederwams, hohe Lederstiefel, einen Wanderstab in der rechten und die Märtyrerpalme in der linken Hand. Auch der heilige Jakobus der Ältere kommt in langen Stiefeln daher. Pilgerstab, Pilgerhut und Jakobsmuscheln sind seine Attribute.

Kreuzwegstationen
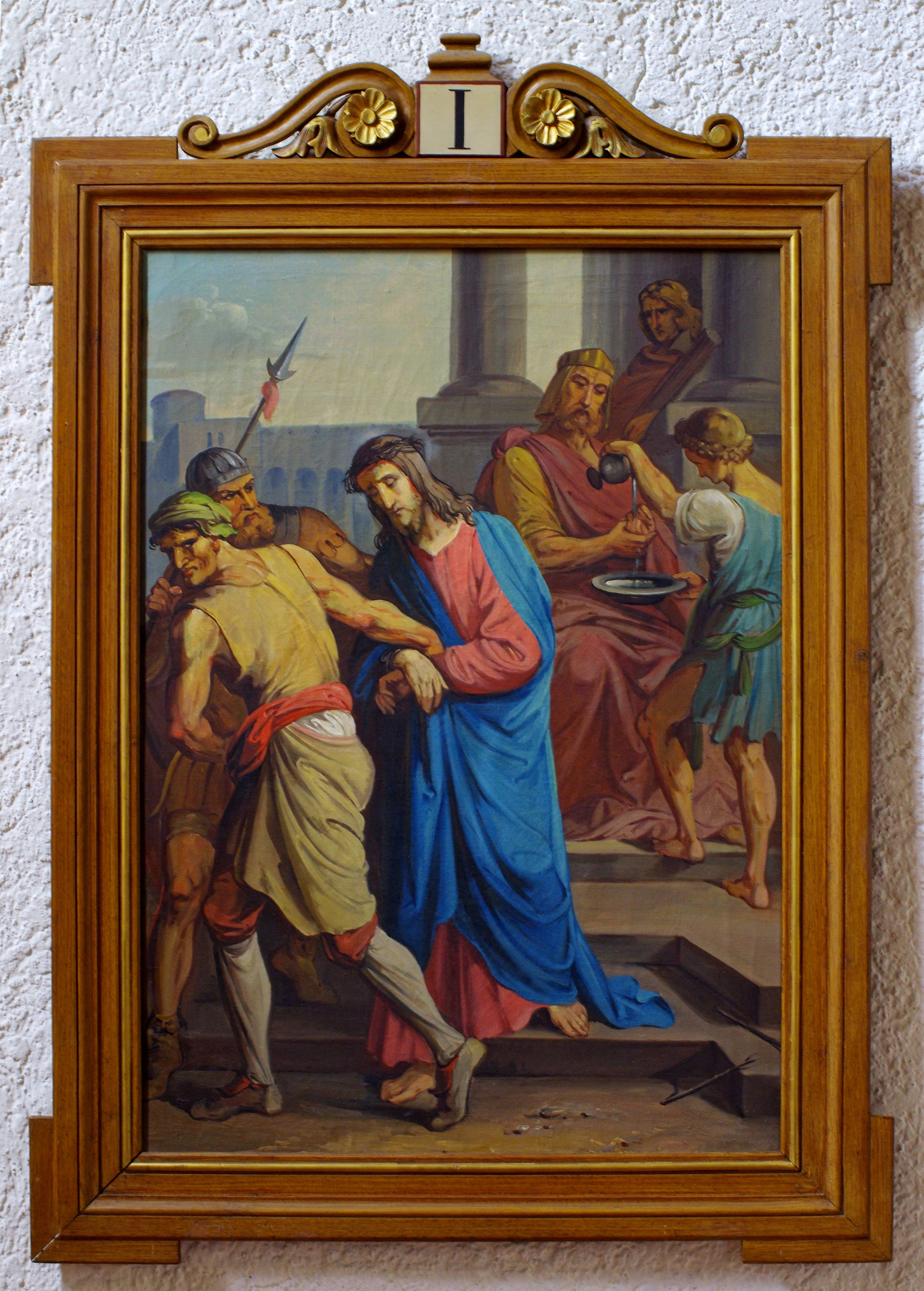
Jesus wird zum Tode verurteilt
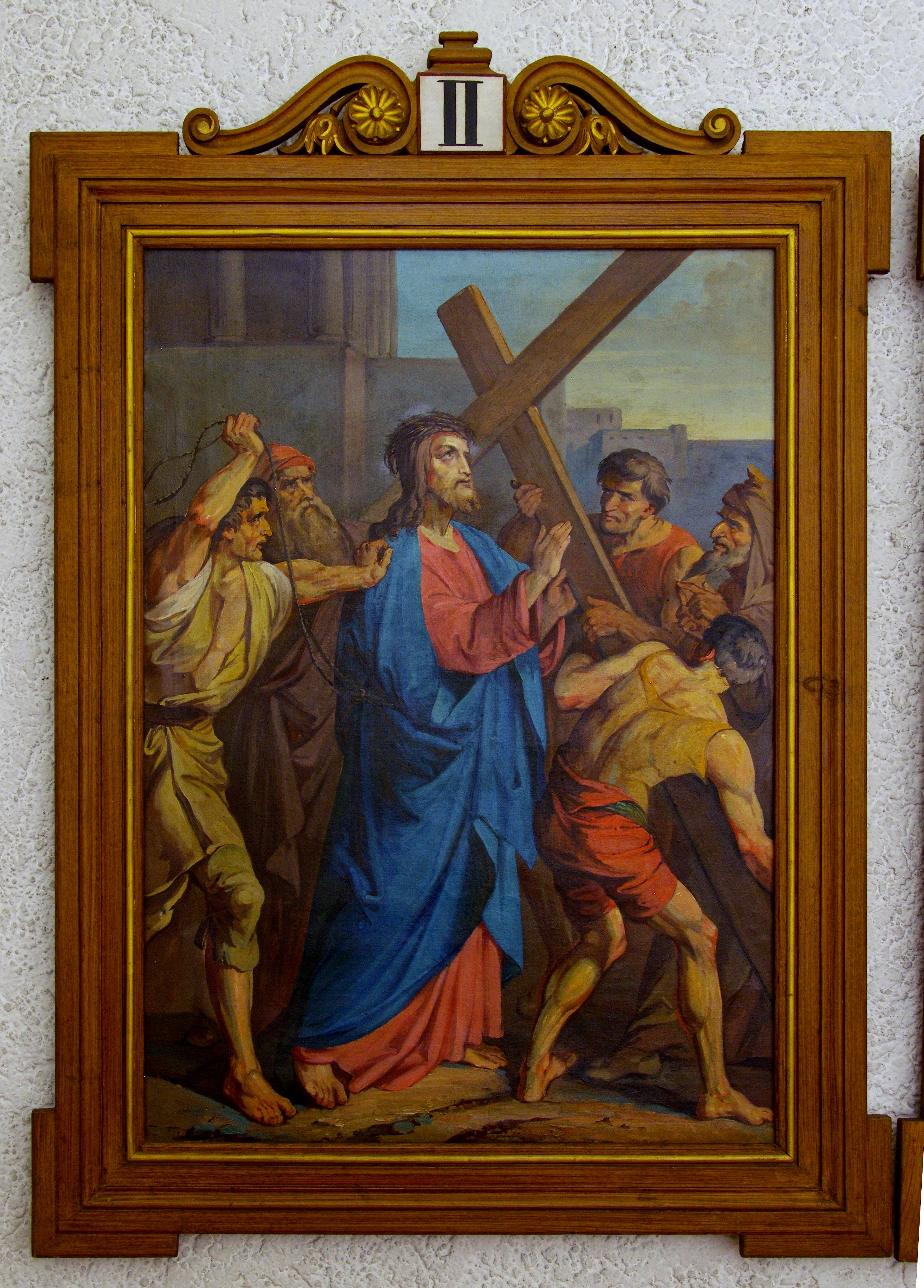
Jesus nimmt das Kreuz auf seine Schultern
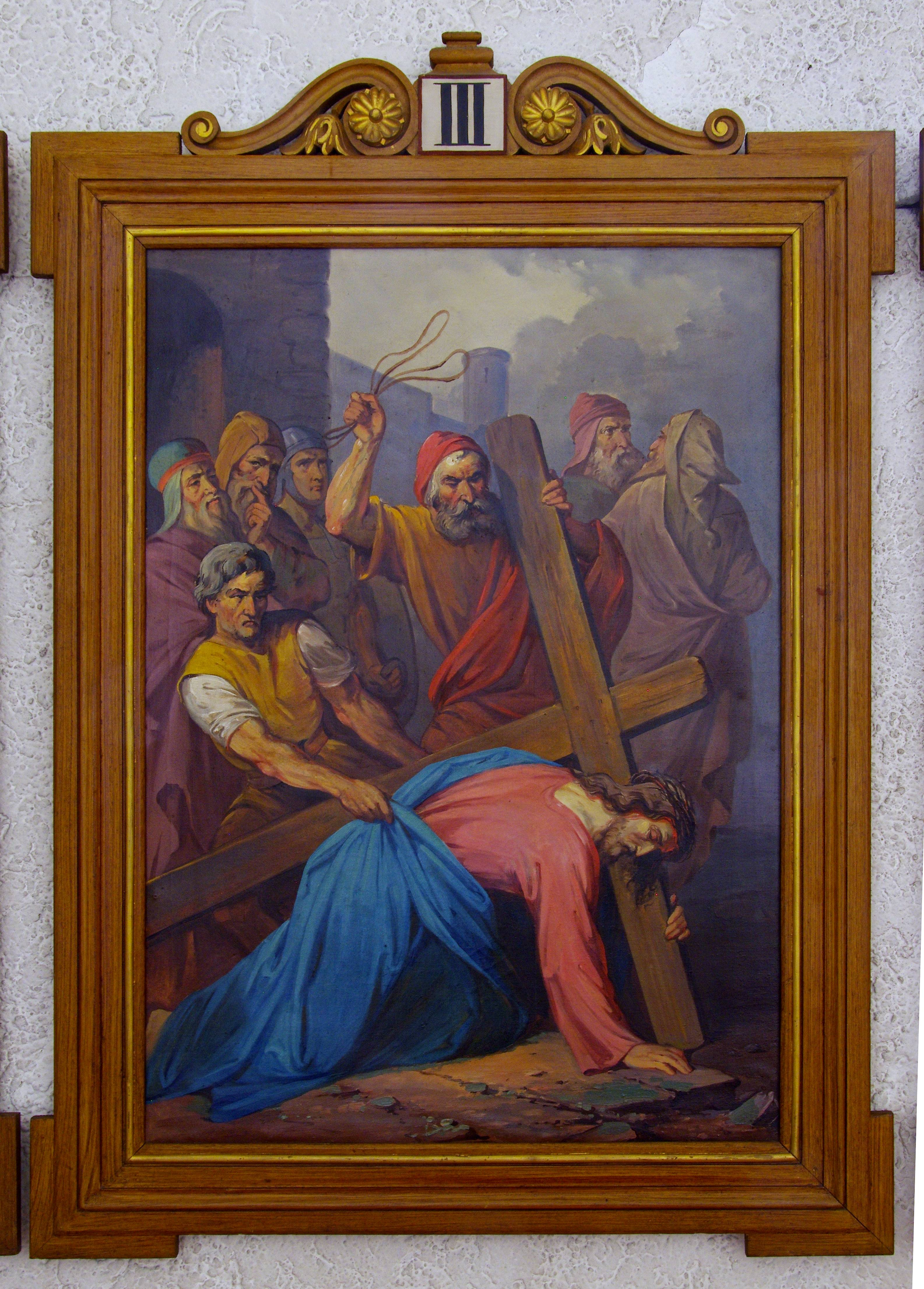
Jesus fällt zum ersten Mal unter dem Kreuz
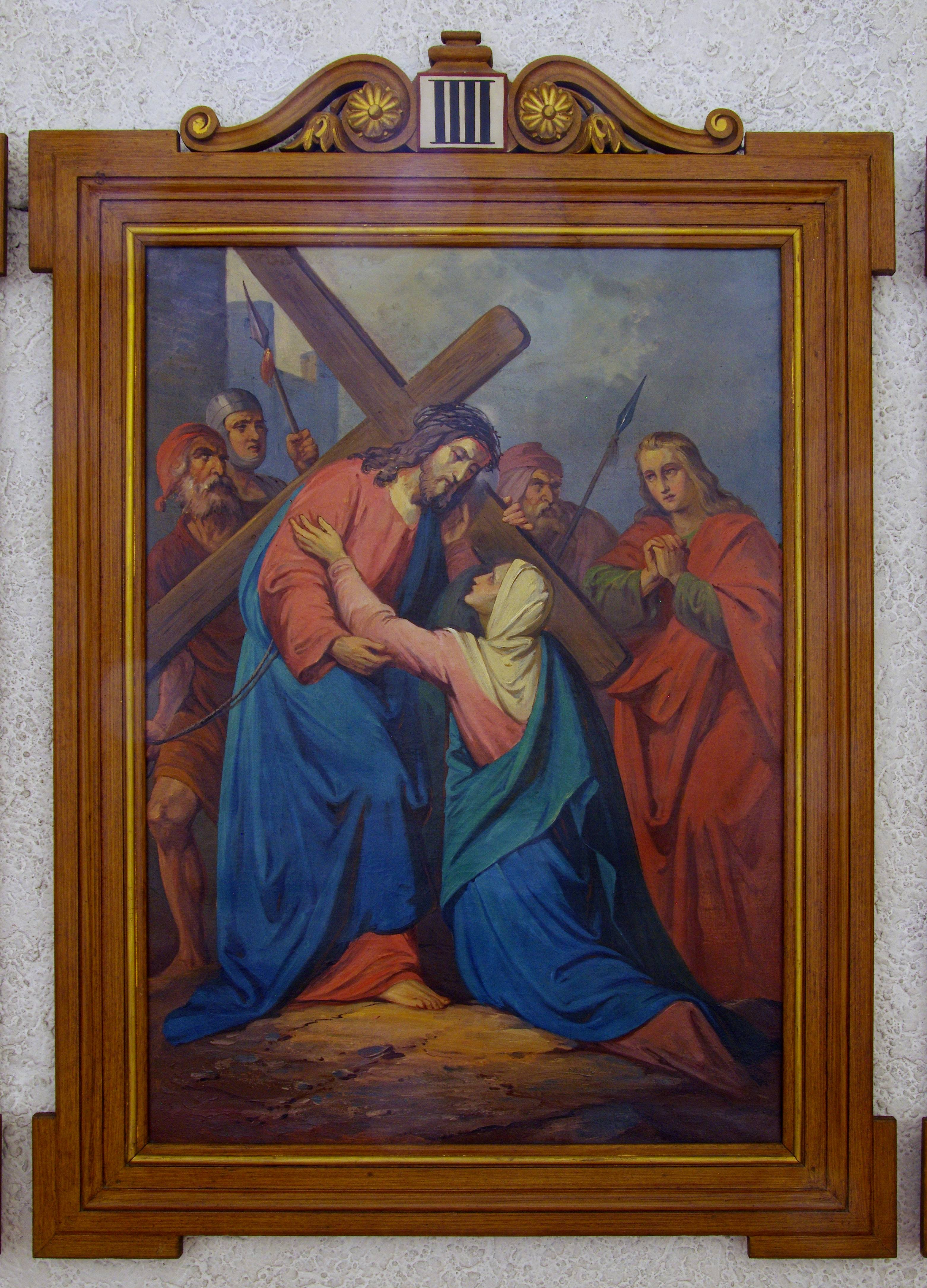
Jesus begegnet seiner Mutter
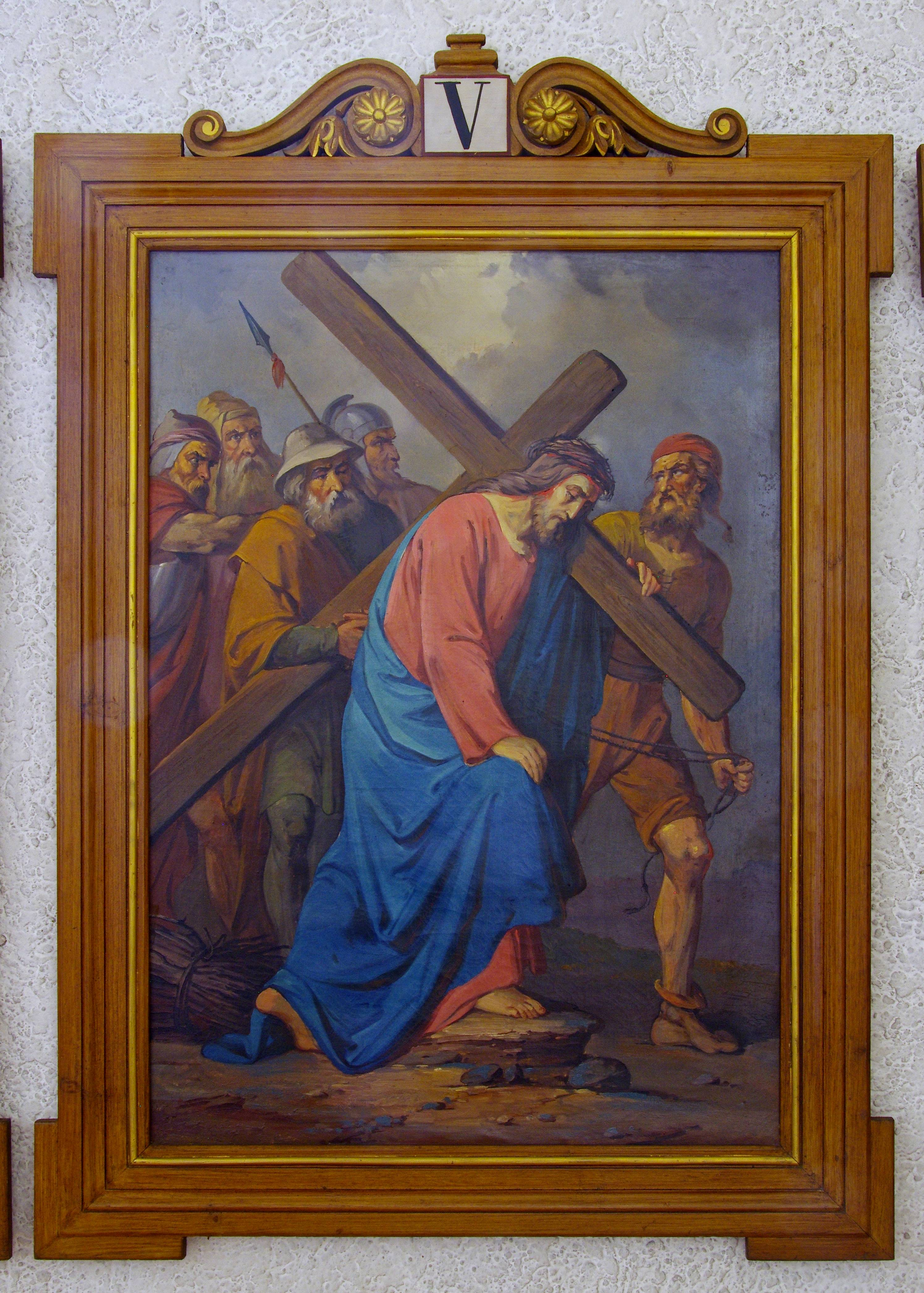
Simon von Cyrene hilft Jesus das Kreuz tragen
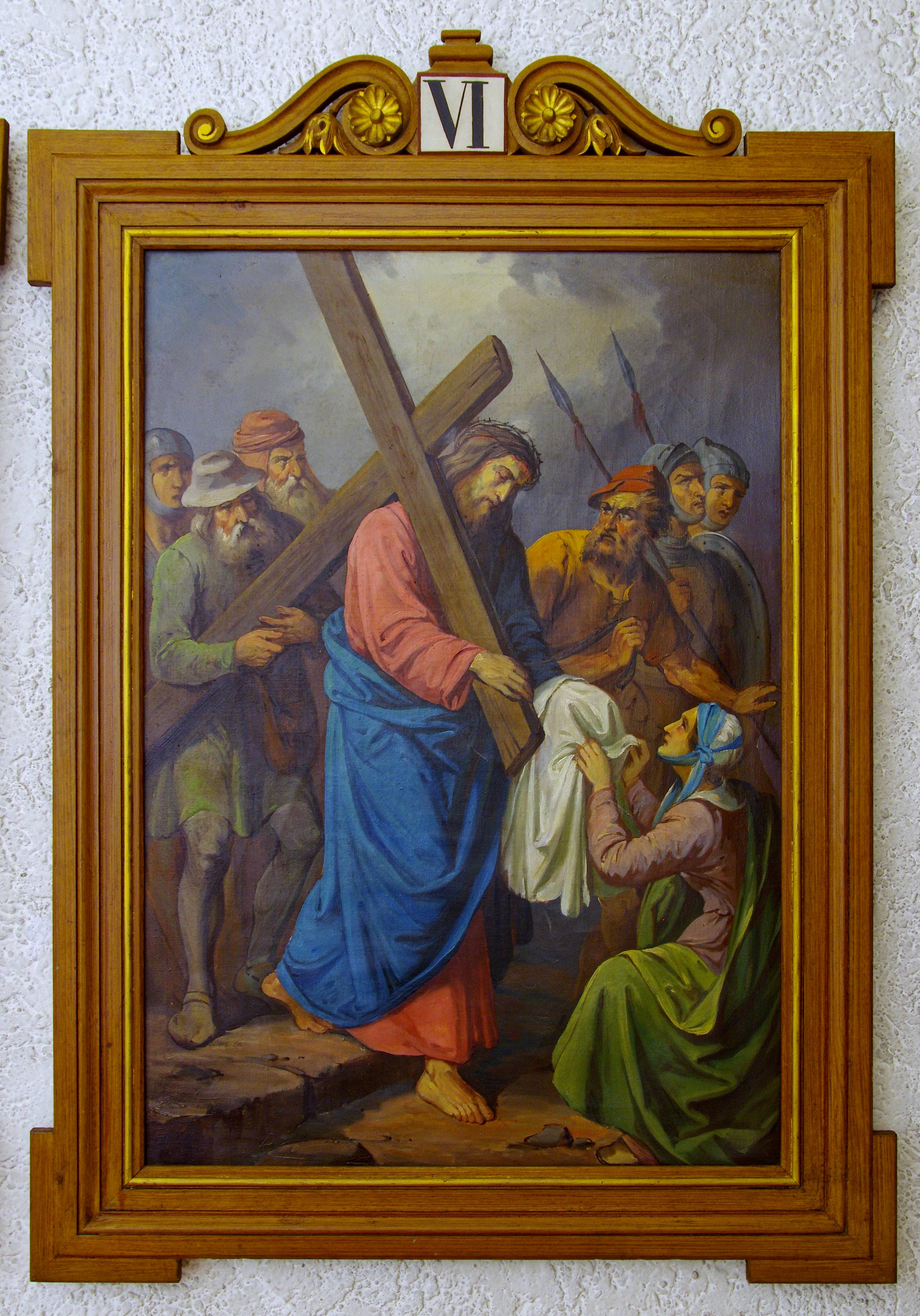
Veronika reicht Jesus das Schweißtuch
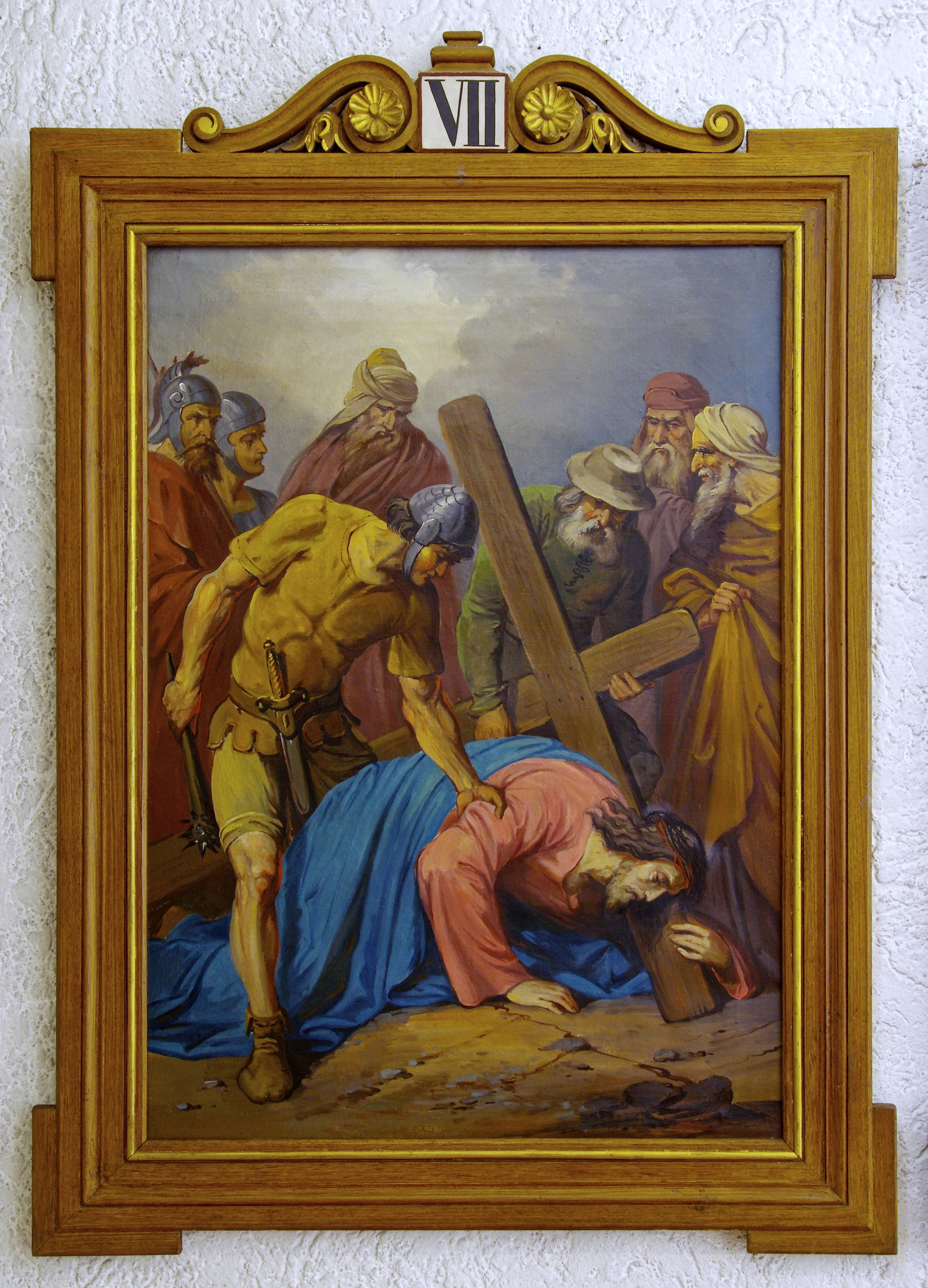
Jesus fällt zum zweiten Mal unter dem Kreuz
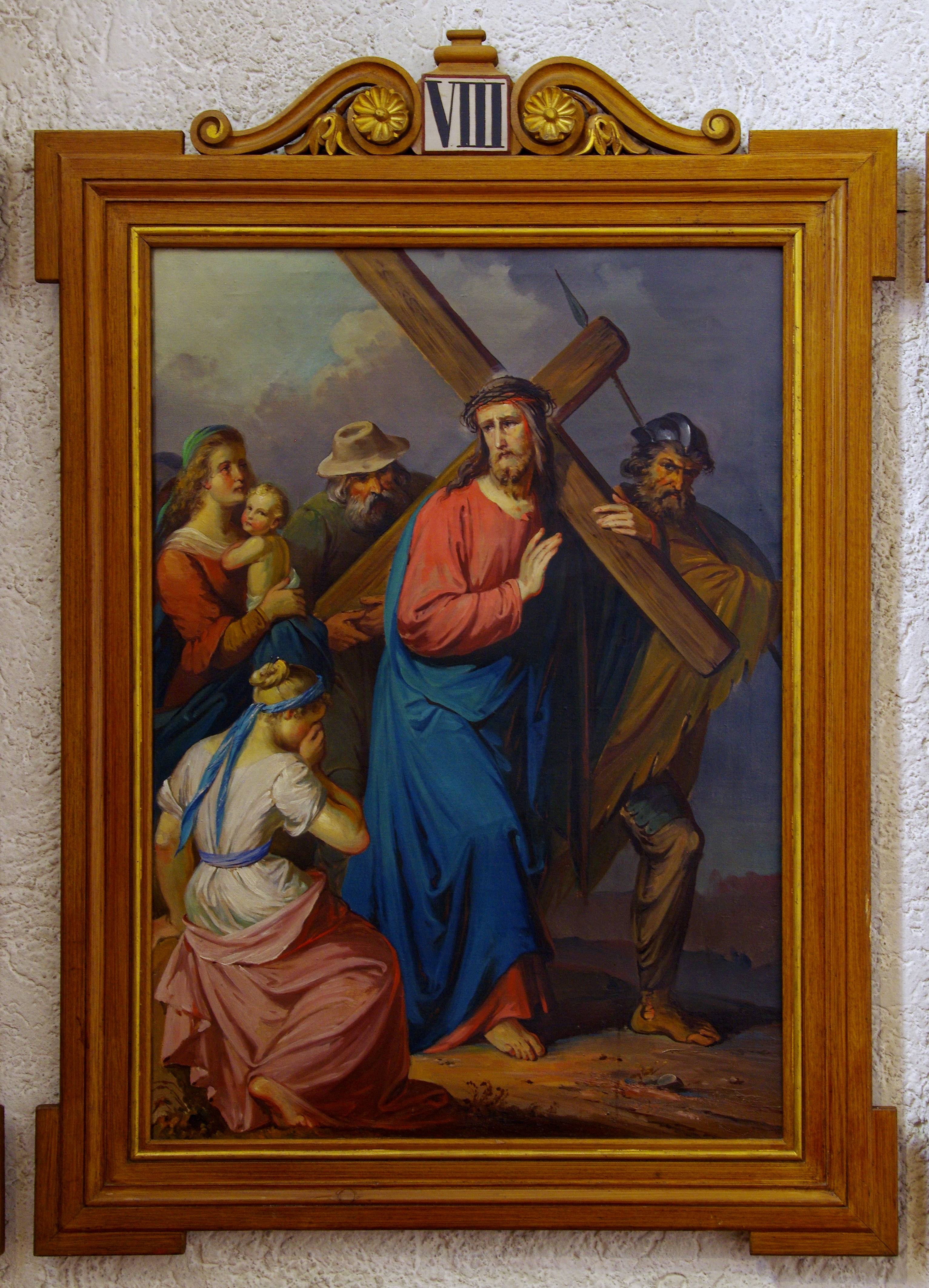
Jesus begegnet den weinenden Frauen
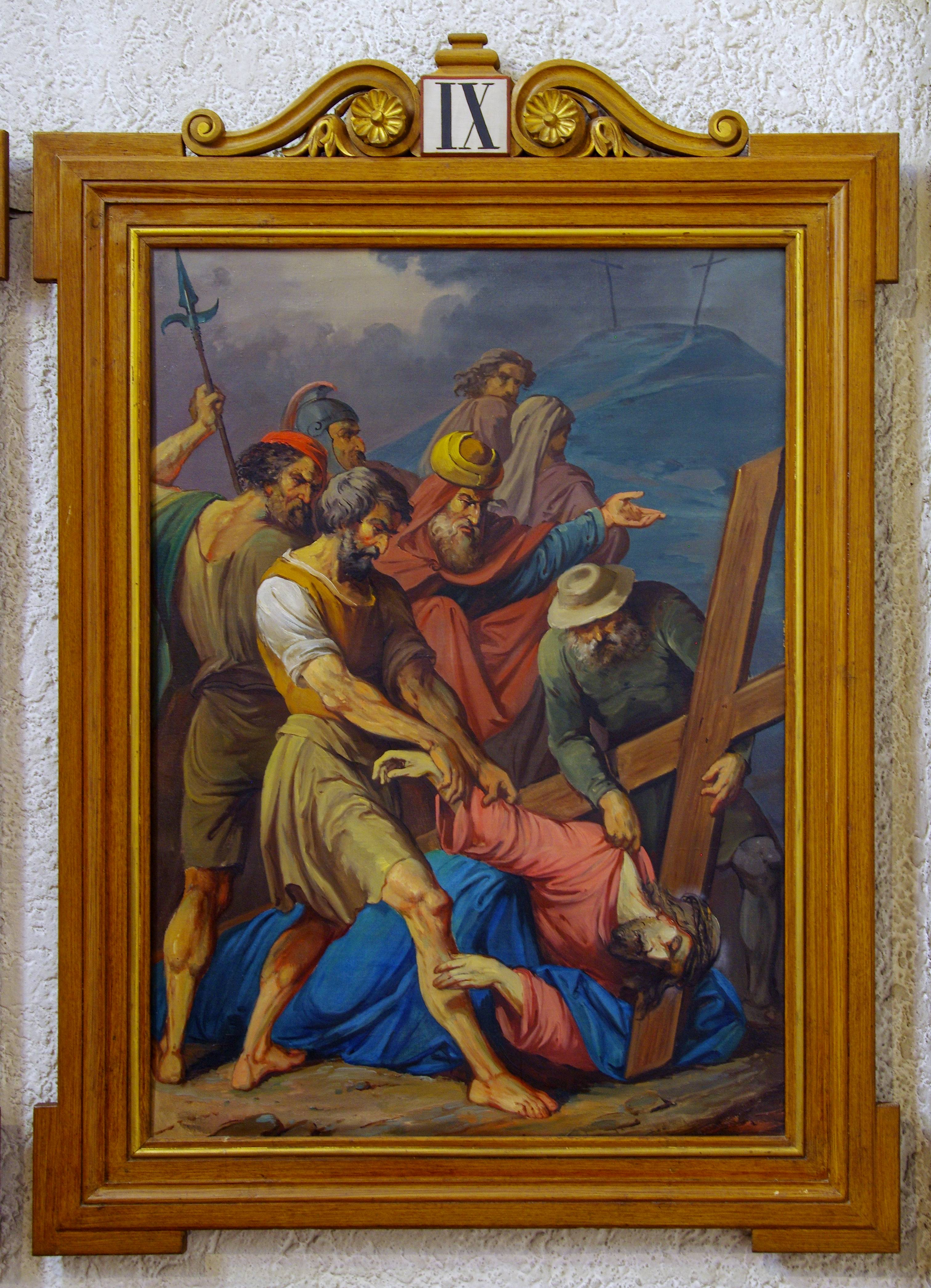
Jesus fällt zum dritten Mal unter dem Kreuz
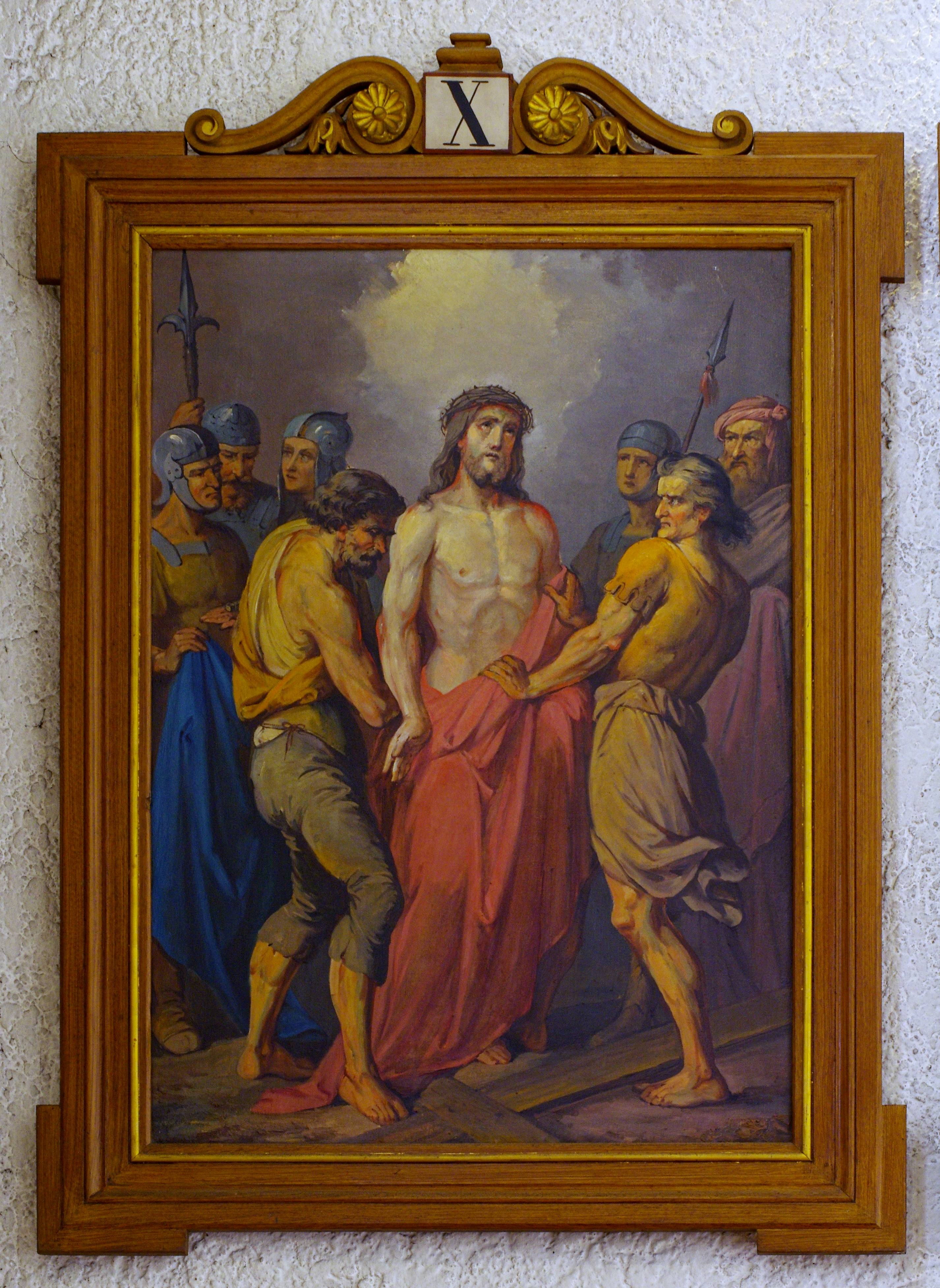
Jesus wird seiner Kleider beraubt
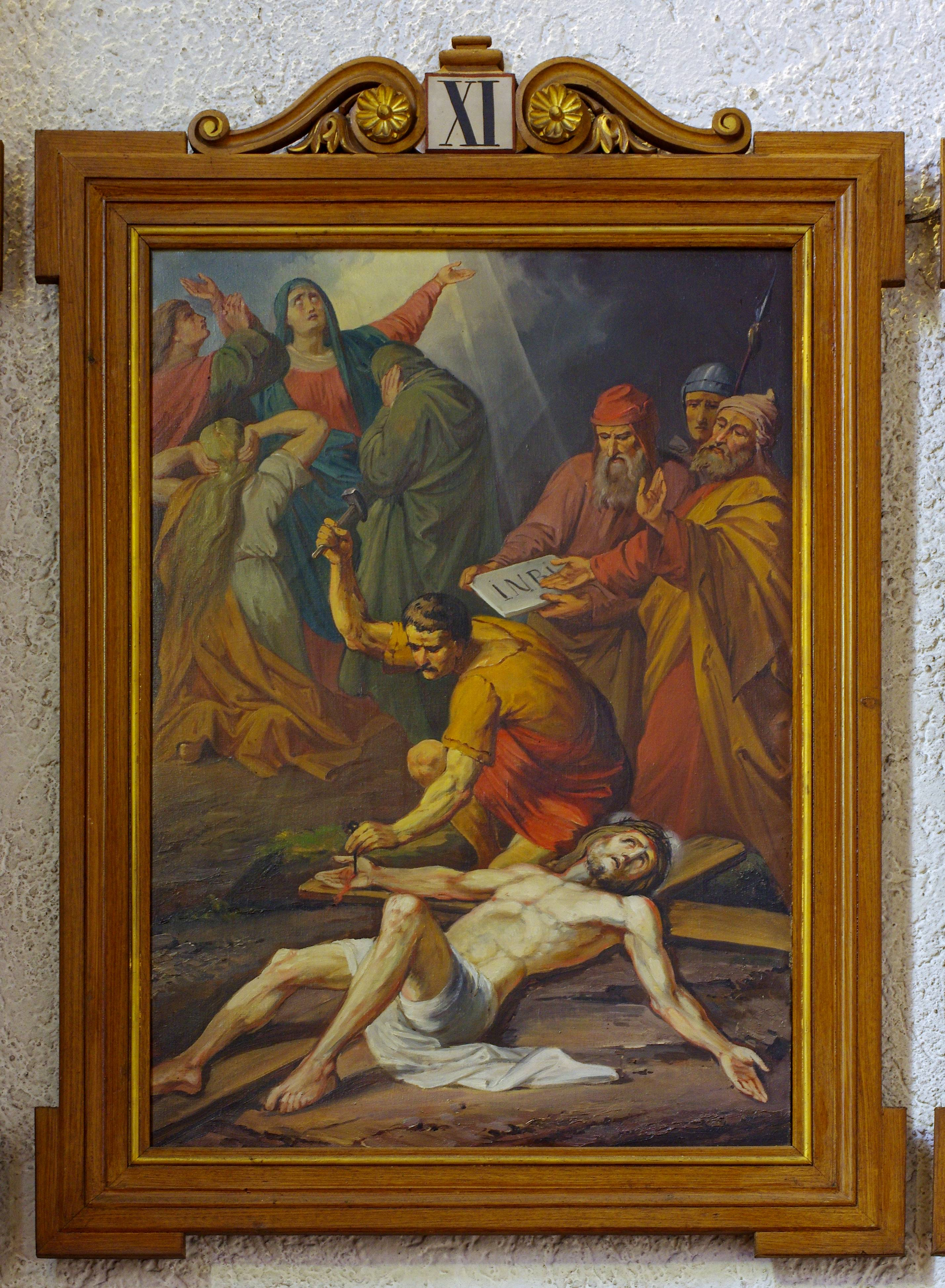
Jesus wird ans Kreuz genagelt
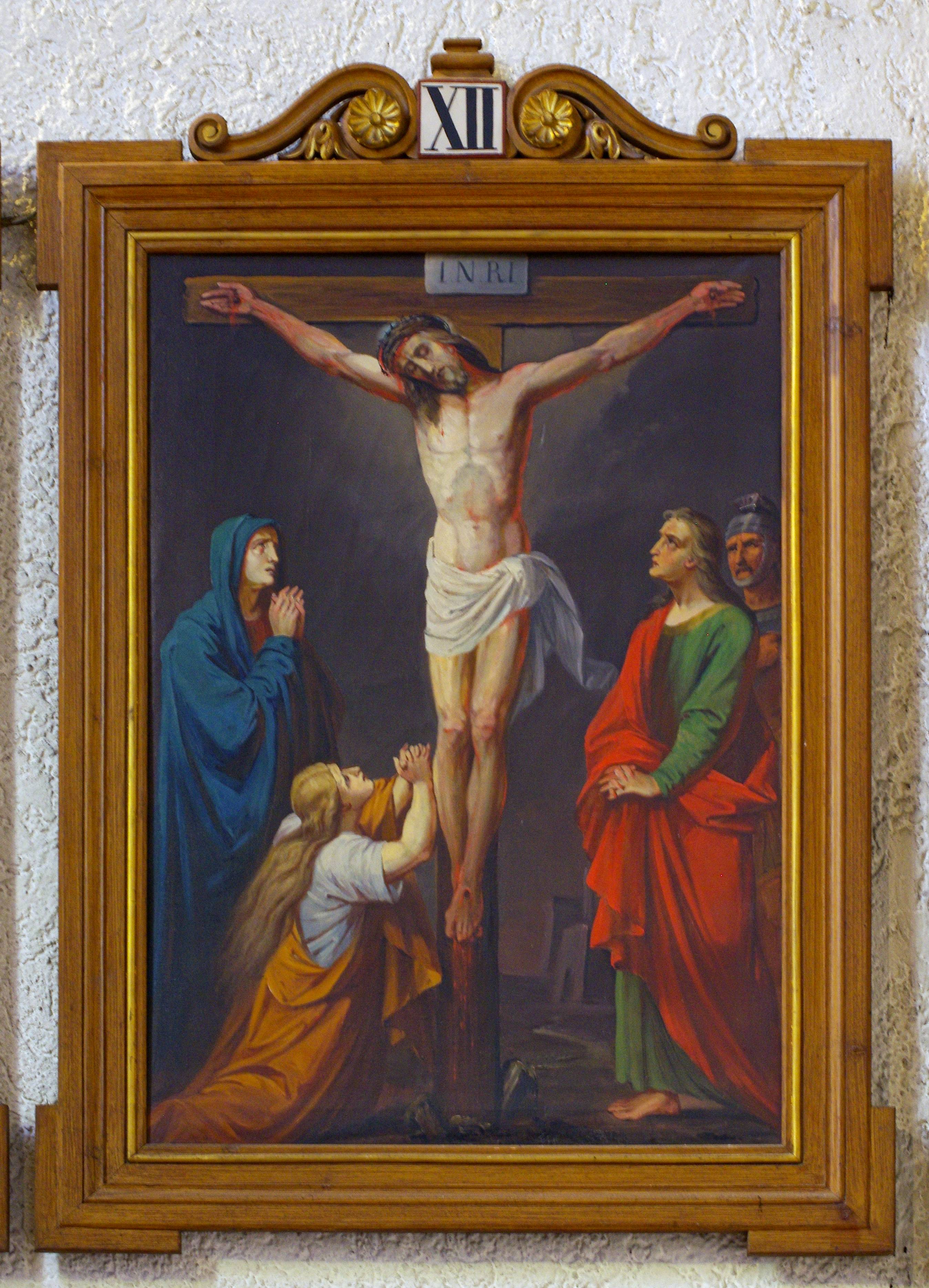
Jesus stirbt am Kreuz
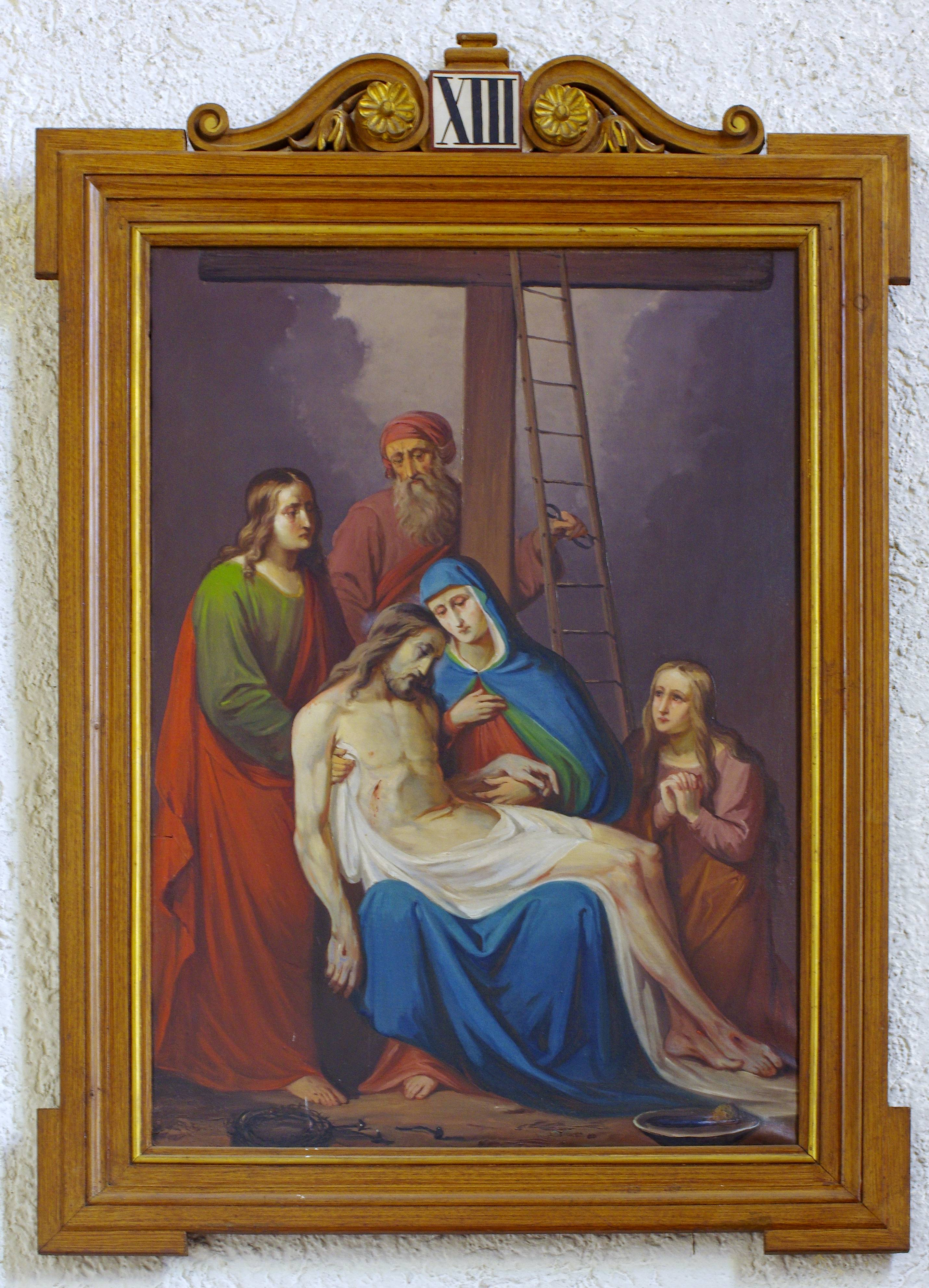
Jesus wird vom Kreuz abgenommen und in den Schoß seiner Mutter gelegt
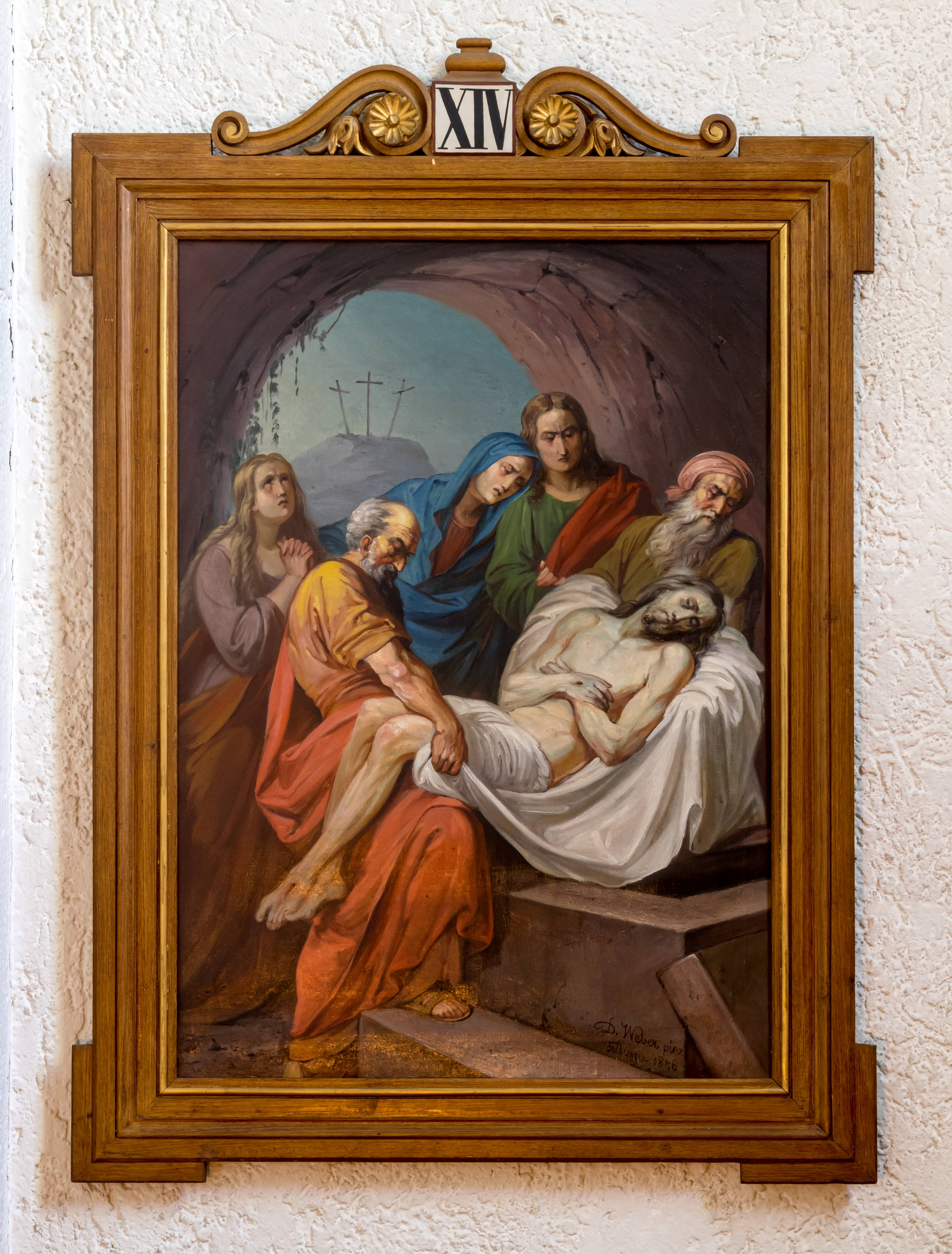
Der Leichnam Jesu wird ins Grab gelegt

Den Kreuzweg mit vierzehn Stationen malte 1876 der Freiburger Maler Dominik Weber (1817–1887). Jahrelang wie die Winterhalder-Werke auf dem Speicher des Pfarrhauses, wurde der Kreuzweg 1992 restauriert und in der südlichen Kapelle des Turms aufgehängt.
Mit 16 hohen Fenstern zur Heilsgeschichte von der Erschaffung der Welt bis zum Jüngsten Gericht hat der Glasmaler Hans Baumhauer (1913–2001) 1954 bunte Akzente in die Grundfarben des Inneren gesetzt.
Ein Vorgängerinstrument der heutigen Orgel hatte 1850 der einheimische Spieluhrenmacher Konstantin Blessing (1808–1872) gefertigt. Die heutige Orgel von 1961 ist ein Werk des Unternehmens Mönch Orgelbau in Überlingen. Sie verfügt über 35 Register auf drei Manualen und Pedal.

## Glocken
Im Kirchturm hängt ein sechsstimmiges Glockengeläut aus Bronze, das 1953 von Friedrich Wilhelm Schilling gegossen wurde und folgende Daten aufweist:
Glockenübersicht
| Glocke      | 1       | 2       | 3       | 4      | 5      | 6      |
| ----------- | ------- | ------- | ------- | ------ | ------ | ------ |
| Durchmesser | 1469 mm | 1295 mm | 1148 mm | 951 mm | 850 mm | 753 mm |
| Gewicht     | 2280 kg | 1470 kg | 1016 kg | 579 kg | 406 kg | 294 kg |
| Schlagton   | des'+3  | es'+3   | f'+3    | as'+3  | b'+3   | des"+3 |

Die Glocken 2, 3, 4 und 5 sind in das Schlagwerk der Turmuhr einbezogen. Glocke 2 schlägt die vollen Stunden, die kleineren Glocken schlagen zu den Viertelstunden. Auf allen vier Seiten des Turms sind große Uhrenzifferblätter angebracht.

## Würdigung
Hermann urteilt, man möge den Verlust der barocken Kirche bedauern, und beim Neubau sei wohl ein stärkeres Wachstum der Pfarrgemeinde erwartet worden als eingetreten. Doch besitze die Gemeinde nun ein geräumiges Gotteshaus, das „die typischen Züge der 1950er Jahre mit ihrem gemäßigt modernen Zeitstil“ trage. Kleiser schreibt: „Die reifen Werke der 20 Barockfiguren in der Vöhrenbacher Pfarrkirche erfüllen zu Recht die hiesige Bevölkerung mit Stolz auf Adam und Johann Michael Winterhalder, die ihrer Heimatstadt und zahlreichen Orten in Südbaden eindrucksvolle Zeugnisse ihres Schaffens, ihres Kunstsinnes und Talentes hinterlassen haben.“